# ロクでなし魔術講師と禁忌教典
『ロクでなし魔術講師と禁忌教典』（ロクでなしまじゅつこうしとアカシックレコード、Akashic records of bastard magic instructor）は、羊太郎による日本のライトノベルおよびそれを原作としたメディアミックス作品である。略称は「ロクアカ」。富士見ファンタジア文庫（KADOKAWA）より2014年7月から2023年11月まで刊行され、イラストは三嶋くろねが手掛けた。第26回ファンタジア大賞大賞受賞作。2023年11月時点で電子版を含めたシリーズ累計部数は450万部を突破している。

## あらすじ
ルヴァフォース聖暦1853年、仕事を辞めて1年間無職を続け、家主であるセリカのすねをかじり続けていた青年・グレンだったが、ついに痺れを切らされて、強制的にアルザーノ帝国魔術学院の非常勤講師として働くこととなる。初めは仕事を早く辞めたいと願い、やる気のない授業を繰り返すが、生徒であるシスティーナとルミアとの関わりを通し、学生たちがそれまで学んだことのないような素晴らしい授業を行うようになる。それまで評判は最悪だったが、一躍して人気の講師となった。そんな中、政府と敵対する魔術結社「天の智慧研究会」が学院を襲い、グレンは戦いに巻き込まれていく。

## 登場人物
声はテレビアニメ版のもの。

### 主要人物
グレン＝レーダス
声 - 斉藤壮馬、佐倉綾音（幼少期）
本作の主人公。アルザーノ帝国魔術学院2年2組の担当講師。魔術学院の卒業生。黒髪黒眼で長身痩躯の青年。19歳（原作1巻より）。
前職を辞めて以来、育ての親でもあるセリカのもとで1年間ひきこもっていたが、業を煮やした彼女に脅され、非常勤講師として働くことになる。「働いたら負け」と考えていたこともあり、当初はわざと解雇されるためにまともな授業をしようともしなかったが、このシスティーナとルミアの夢を聞き真摯な授業を行うようになり、1巻終盤の学院襲撃事件を経て正式な講師になった。魔術師としての位階は第三階梯。魔術特性「変化の停滞・停止」の影響で、男性ながら魔力操作の感覚と略式詠唱のセンスが致命的にないため、初歩の汎用魔術ですら呪文の一節詠唱ができず、魔術戦では苦手な略式詠唱は持続付呪（デュレーション）型の術で補う。軍用の攻性呪文は【ライトニング・ピアス】、【ブレイズ・バースト】、【アイス・ストーム】といった基本三属しか使えないにもかかわらず、黒魔【タイム・アクセラレイト】など無駄に癖の強い変則的な呪文ばかりに適性がある。高度な魔力操作が必要とされる無属性系攻性魔術も苦手で、狂霊などの存在とは特に相性が悪い。むしろ魔術師よりも格闘家としての才能に恵まれているとされる。ただし、魔術師としては三流だが魔導士としては一流で、自分を中心にとした一定範囲内での魔術起動を完全封殺する固有魔術【愚者の世界】を編み出している。
著者・羊太郎にとってグレンは巻を重ねるごとに「憧れの存在」になっていったという。その理由として、普通は言いたい事ややりたい事があっても言えなかったり出来なかったりすることが多いが、グレンはそれが出来てしまうからであるとしており、羊はグレンを「ひとつのヒーローの在り方」だと表現している。

システィーナ＝フィーベル
声 - 藤田茜
本作のヒロインの一人。フィジテ地方の大地主である大貴族・フィーベル家の令嬢。銀髪の美少女。ルミアからは「システィ」、グレンからは「白猫」の愛称で呼ばれる。聖暦1838年グラムの月（12月）24日生まれ、身長157cm、B76/W55/H78。
祖父が叶えられなかった「メルガリウスの天空城の謎を解く」という夢を自身が果たすため、魔導考古学者を目指して日夜魔術の研鑽に励み、その情熱のあまりメルガリウスの天空城の研究を中心とする「メルガリアン」と周りから認識されている。
学年トップの秀才で位階は第二階梯。魔術特性は【流転の加速・支配】という魔術師の申し子と言っても過言ではないもので、ほぼ全ての黒魔術に相性が良く、風のように各種パラメータが次々と変化し続ける魔術に特に相性が良い。白魔術をやや苦手とするが、座学・実技共に高成績で一節詠唱を使いこなし、グレンの教えをもとに即興で呪文の改変を行うなど非常に優秀。
羊はシスティーナを「精神面をどう成長させていくのかが課題のキャラクター」であるとしている。ただ、それと同時に15歳の女の子でもあることから完璧な成長はあり得ないと考えており、羊自身は「15歳の女の子」ということを意識して書いているという。

ルミア＝ティンジェル
声 - 宮本侑芽
本作のヒロインの一人。フィーベル家に下宿する金髪の美少女。聖暦1838年トーマの月（7月）7日生まれ、身長158cm。
3年前にフィーベル家にやってきた当初はとある事情からシスティーナにも心を開いていなかったが、システィーナと間違われて誘拐されて以来本当の姉妹のように仲が良い。誘拐事件の際に自分を救い出したのが特務分室時代のグレンで、それ以来ずっと彼のことを慕っている。そのため、講師になったばかりのグレンが周りに嫌われている中でも唯一好意的に接していた。知性によって正しく魔術を制するような世界を作りたいという夢は、魔術嫌いのグレンの考えを改めさせるきっかけになった。
優しく素直な性格で、スタイルも抜群。このため男子からの人気も高く、学院には男子生徒で結成されたファンクラブが存在する。趣味は手芸とバイオリン演奏。他人の心の機微には人一倍敏感。少々不器用で料理はあまり得意ではないらしく、早起きも苦手。しかし最近では後悔しないようにと料理の練習も行っている。
羊はルミアを「最初から成熟しきったキャラクター」であるとしており、羊にとっては「完璧な状態から普通の女の子へと戻っていく逆成長のイメージ」が強いという。

リィエル＝レイフォード
声 - 小澤亜李
本作のヒロインの一人。帝国宮廷魔導士団特務分室所属、執行官ナンバー7《戦車》。階級は正騎士。櫛を入れていない淡青色の髪と「表情が死滅した」と表現される無表情、幼い見た目が特徴の少女。
苺タルトが好物で野菜が苦手。制約によって苺タルトを食べられなくなった際には、禁断症状で発作を起こすようになったほど。
得意魔術が尖りすぎているので、一般的な魔術師としての成績は壊滅的に悪い。周囲からの評価は一貫して「バカ」で、作戦行動の意味を全く理解せず敵に吶喊する悪癖があり、お目付け役のグレンとアルベルトは常に手を焼いている。しかし、相手が格上であっても気合いでどうにかしてしまうため、特務分室のエースとして重用されている。
羊はリィエルを「自分の生の意味や成長の方向性を模索しているキャラクター」であるとしている。
セリカ＝アルフォネア
声 - 喜多村英梨
アルザーノ帝国魔術学院の教授。元・帝国宮廷魔導士団特務分室所属、執行官ナンバー21《世界》。
グレンの育ての親で魔術の師匠。見た目は20歳ほどの美女だが、真の「永遠者（イモータリスト）」と呼ばれる不老不死の体質。400年前に記憶喪失となり、それ以前の記憶を持たないものの、時折聞こえる「内なる声」に悩まされている。200年前の戦争で人類の切り札として活躍した『六英雄』の一人で、外宇宙から召喚された邪神の眷属を殺害した伝説を持つ《灰燼の魔女》、《惨劇の魔王》、《竜殺し》と恐れられた、人外と評される第七階梯に至った大陸最高峰の魔術師。かつては帝国各地で自分の縁や痕跡を探していたが、結局それ以前に生きていた痕跡や形跡、自分を知る存在を見つけることはできなかった。
現在は教授職と並行して「内なる声」が告げる使命に従い、自身の特異体質の謎を解くために学院地下に存在する古代遺跡の一つに当たる地下迷宮の探索を定期的に行っている。学生の指導はしないが、グレンの代理で授業を受け持った時には生徒の理解度を超越した神殺しの術式の講義を始めたりと、自身の技量が桁違いすぎるせいでどの程度まで教えれば良いかの境界が漠然としてしまっている模様。

イヴ＝イグナイト
声 ‐ 下地紫野（ファンタジア・リビルド）
真紅の髪に紫炎色の瞳をした、19歳の女性。当初は帝国宮廷魔導士団特務分室室長、執行官ナンバー1《魔術師》であったが、後述の経緯で免職され、帝国魔術学院へ赴任する。
近距離魔術戦最強の《紅炎公（ロード・スカーレット）》として恐れられるイグナイト公爵家の生まれだが、妾の子という出自のせいで肩身の狭い思いをしてきたせいで上昇志向が強く、プライドが高い。

### アルザーノ帝国魔術学院

#### 2年次生2組
ギイブル＝ウィズダン
声 - 本城雄太郎
システィーナに次ぐ成績を誇る男子生徒。位階は第二階梯。
平民の出身で、反骨心とハングリー精神の塊。皮肉屋で周囲となれ合おうとしないが、仲間思いなところもあり周りの雰囲気に流されることもある。
ウェンディ＝ナーブレス
声 - 石川由依
ワイン製造で財を成した地方の有力領地貴族ナーブレス公爵家の令嬢。高飛車な性格で、お嬢様口調とツインテールが特徴的。両親は普通の思想を持つが、本人だけがなぜかカチコチの前時代的貴族主義者。領地は水も空気もよく、とても過ごしやすい所として有名。
テレサやリンとは実家の領地へ招待するほど親しい。
カッシュ＝ウィンガー
声 - 榎木淳弥
大柄な少年。田舎の農家の三男で、センスはあるが、同級生より本格的に魔術修練を始めるのが遅かったというハンデを背負っている。下宿暮らしで、代書屋でアルバイトをしている。
社交的な性格で、友人も多い。学校の行事などで遠出するときは、必ずと言っていいほど女子風呂への覗きを敢行するという思春期の男子らしい行動をとっているが、成功したことはない。
セシル＝クレイトン
声 - 土岐隼一
女顔で小柄な少年。
読書家で集中力が高く、座学は得意。一方で実技が苦手だったが、魔術競技祭で「魔術狙撃」に出場して好成績を収めて以来、狙撃に関して実力を着実に伸ばしている。
リン＝ティティス
声 - 山口愛
小柄で小動物的な雰囲気を持つ少女。着やせするタイプで、胸のサイズはルミアに匹敵する。
領地経営に失敗して没落した貧乏貴族の末裔。入学早々ボッチに成りかけていたが、カッシュに紹介されてウェンディと仲良くなったという経緯がある。
自己評価が低く、魔術の実技が苦手なこともあり、魔術競技祭では「変身」に出場することになり直前まで怯えていたが、グレンの後押しを受けて奮起し、最高得点をたたき出している。
位階は第一階梯。
カイ＝ファニス、ロッド＝リブリー
声 - 落合福嗣（カイ）、須田祐介（ロッド）
魔術競技祭で「飛行競技」に出場、ペース配分の練習を重点的に行ったのが功を奏し3位に入賞した。ややトラブルメーカー。カイは調理技術に関して非常に詳しい。
テレサ＝レイディ
声 - 田澤茉純
メリハリの利いたモデル体型の少女。
貿易商レイディ商会の娘。おっとりとした雰囲気とは裏腹に、抜け目のないところがある。休学して魔術祭典を応援しに行く際には、実家の伝手を活用して全員をミラーノまで連れてきた。
天性の豪運の持ち主で、異常に賭け事が強く、イカサマを駆使したグレンでも相手にならなかった。ウェンディのことを「要所でドジさえしなければ、いつでも首席を狙える」と高く評価しており、彼女と度々ペアで戦っている。
念動系の白魔術のうち特に遠隔操作系の魔術が得意。
アルフ＝モップス、ビックス＝ガヤス、シーサー＝エキストラト
声 - 須田祐介（アルフ）
仲良し3人組。チームワークを期待され魔術競技祭では「グランツィア」に出場、グレンの指導によって難度の高い戦術「サイレント・フィールド・カウンター」を成功させ優勝する。

#### その他学生
リゼ＝フィルマー
3年次生の首席で、学院の生徒会長。灰色の髪と黒瞳の怜悧な美少女。グレンからは「キツネ」と呼ばれる。
入学したばかりで周囲から浮いていたシスティーナを助けたことがあるため、彼女からは強く信頼されている。
ジャイル＝ウルファート
声 - 山橋正臣
2年次5組の学生。魔術士らしからぬ大柄で鍛え上げられた体格を持つ、厳つい強面の少年。没落弱小貴族の三男。学院内では札付きの不良として有名。
ガラも口も悪いが律儀な性格をしており、不良グループの仲間からも慕われている。また、グループの面々を引き連れて地下下水道の定期保守作業なども請け負っている。
自己強化系の魔術を主体とする、生粋の前衛盾兼パワー・ファイター。特に白魔【ボディ・アップ】や黒魔【トライ・レジスト】の自己防御系魔術の技量が高く、とにかくタフで頑健であり、どんな状況でも最後まで2本の足で立っている。
アース＝カメンター
声 - 中尾智
魔術競技祭実行委員会として実況を担当した男子生徒。アニメ版ではグレンとレオスの魔導兵団戦でも実況を務めた。
クライス＝アインツ、エナ＝ウーノ
声 - 小川ゲン（クライス）
2年次生1組の生徒。共に1組では上位の生徒で、競技祭にも出場している。
マリア＝ルーテル
1年次生。仄かに桃色がかった色素の薄い髪の少女で、華奢で小柄な身体つき、よく整った顔立ちに大きなくりくりした瞳のために、小動物的な印象を与える。
魔術祭典に出場して有名になって父親と再会したいという願いから代表選手団入りを目指し、優れた才能から1年次生ながらに選手の1人に選抜され、その性格からマスコット、あるいはムードメーカー的な立ち位置を確立する。劣っている体力面と戦闘経験を補うために、基礎体力訓練や魔術戦の地稽古などの地味でハードな訓練メニューを課されているが努力で乗り越える。
ハインケル＝ベーツ
2年次1組の生徒。長身痩躯で寡黙な少年。魔力制御の感覚に優れ、遠距離からの面制圧系攻性呪文の操作を得意とする。さらに近距離魔術戦も高いレベルでこなし、懐に入られても足手まといにはならない。
魔術祭典の代表選手団に選抜され、イヴの指導の元で支援火力役としての訓練を積んだ。

#### 講師・教授
リック＝ウォーケン
声 - 浦山迅
アルザーノ帝国魔術学院学院長を務める初老の男性。若い頃は精霊使いで、剣を片手に遺跡探検をしていた。
セルフィ
リックと契約している水の精霊で、外見は10代前半だが人間の数倍の時を生きている。
ハーレイ＝アストレイ
声 - 川田紳司
2年次生1組の担当講師。若くして第五階梯に至った天才魔術師。26歳。
性格は典型的な昔気質の魔術師で、教え方も古臭く、権威主義者、傲慢で尊大、頑固、自分以下の人間を見下すというとっつきにくさから苦手意識を持たれることも多い。2年次生2組の生徒たちに対しても「雑魚供」呼ばわりしたり、セリカに対しても嫌悪感を隠さないなど当初から暴言が目立つ。
ツェスト＝ル＝ノワール
声 - 宮崎敦吉
アニメ版は「ツェスト＝ド＝ノワール」表記。
アルザーノ帝国魔術学院の教授で精神作用系魔術の権威。領地貴族ノワール男爵家当主。位階は第六階梯。
伊達男だが、精神魔術で少女の心を汚染していくのを見るのが好きな変態であり、オーウェル共々学院内では危険人物とされ、リックも内心クビ候補に挙げている。通称「変態男爵」。
オーウェル＝シュウザー
アルザーノ帝国魔術学院の魔導工学教授。学院に毎年莫大な出資をしている領地貴族シュウザー侯爵家の当主で、第五階梯に至った若き天才。
根本的にはマトモな愛国者だが、あり余る熱意と才能があさっての方向に空回りする変人。通称「天災教授」。
セシリア＝ヘステイア
アルザーノ帝国魔術学院の医務室に勤める法医師。儚げな印象の美女で、新聞部の学内ランキングでは「守ってあげたい儚げな美人ランキング」で常に首位を独走している。19歳。
例外的に公的な立場で法医治療を一般人に施すことを許されている、法医術研究の大家であるヘステイア家の出身。若くして第四階梯に至り、法医呪文や魔術薬学に関する造詣や腕前は学院随一。切断された腕を元通りに接合できるほどの技量を持つなど将来有望だが、生まれつきほぼすべての内臓が弱い虚弱・病弱体質で、頻繁に吐血する。その虚弱さから教師の道を断念した過去を持つ。
レオス＝クライトス
声 - 小野賢章
クライトス伯爵本家の嫡男で次期当主候補。システィーナの婚約者。容姿端麗な男性。エレンの兄。
昔からシスティーナに求婚しており、システィーナ自身も幼いころは彼に憧れを抱いていた。しかし、魔導考古学者という彼女の夢を否定するようになったことですれ違いが生じており、その好意は薄れてしまっている。
私立校であるクライトス魔術学院の教師で、帝国総合魔術学会でも名の知られた有名人。
ローレンス＝タルタロス
魔術教授の一人で楽奏クラブの顧問を務める文化人。恰幅のいい中年男性。ルミア暗殺計画が持ち上がったころにはすでにザイードの「魔曲」の影響下に置かれており、自分を研究会の協力者だと思い込まされて計画に荷担させられていた。
マキシム＝ティラーノ
「マキシム魔道塾」という私塾の塾長として貴族の三男坊を中心にアマチュア軍人としての魔術師の育成を行っている初老の男。魔術学院の第366期卒業生。在学中は、優秀だが非常にプライドが高く、同期との諍いが絶えなかった問題児で、卒業後は人間関係の問題を起こして各地の魔術関連機関を転々としていた。
フォーゼル＝ルフォイ＝エルトリア
学院の魔導考古学教授。37歳の独身男性。雰囲気は陰鬱でダウナー系、偏屈で頑固そうなしかめ面、獅子の鬣のような金褐色の髪、鍛え上げられた歴戦の猛者か荒武者のような風貌。一方で行動はアッパー系でアグレッシブ、人の話を全く聞かず、自分勝手で我儘で頑固な性格と、非常に性質が悪い駄目人間。
魔導考古学研究に全てを捧げており、研究のためなら莫大な費用を経費として無断で払い、遺跡への不法侵入や盗掘などの犯罪行為さえ辞さず、国家が絡む仕事にも協力しないという問題人物。

### アルザーノ帝国王室関係者
アリシア＝イェル＝ケル＝アルザーノ七世
声 - 大西沙織
現アルザーノ帝国女王。ルミア（エルミアナ）の母。かつては「アルザーノの白百合」と呼ばれた美女で、今でもその美貌は衰えを知らない。アルザーノ帝国魔術学院の卒業生で、社交舞踏会では亡き夫と共に「妖精の羽衣」を勝ち取ったことがある。
ゼーロス＝ドラグハート
声 - 長谷川敦央
王室親衛隊総隊長を務める初老の男。40年前の奉神戦争を生き抜いた猛者で、二刀細剣の達人。かつては『双紫電』の異名で呼ばれていた。言葉少なで分かりにくいが女王や国家へ対する忠誠心は本物であり、必要であれば自分を犠牲にすることも厭わない武人。
グラッツ＝ル＝エドワルド
女王府官房長官を務める片眼鏡の老紳士。爵位は侯爵。「円卓会」のメンバーでもある。かつては《ワルドの金獅子》と呼ばれていた。話が長くつまらないのが玉に瑕。
アゼル＝ル＝イグナイト
女王府国軍大臣兼、国軍省統合参謀本部長。巌の表情に顔の向こう傷の赤毛の男。帝国王家の分家筋にあたる三大公爵家の一角。前《紅焰公》。武断派の筆頭で、レザリア王国に対抗するために軍拡を主張する。思想こそ過激で手段を選ばない冷酷な人物だが、威厳ある佇まいは公爵家の当主に相応しい英傑だと思われていた。しかし実際には自らの下卑た欲望にそれらしい言葉を重ね、さも壮大な目的であるかのように見せていた真性の小物的な人物。
エイブラム＝ルチアーノ
帝国老舗マフィア『西マハード会社』を牛耳るルチアーノ家現当主。爵位は騎士爵。派手な伊達姿の傾き老人。
ルチアーノ家は、帝国の裏社会を取り仕切る建国以来の大物マフィアでありながら女王に忠誠を誓い、代々伝統的に騎士の称号を与えられ、円卓会にも席を持つ大家として有名。
アンドリュー＝ル＝バートレイ
円卓会のメンバーで三大公爵家の一角。文治派の筆頭で「蒼天十字団」を運営し、裏では天の智慧研究会の「急進派」に協力していた。「フェジテ最悪の三日間」の折にアゼルに捕縛され、その際に死亡する。
アリシア三世
およそ400年前に在位していた第13代女王。病床に伏せる先代女王に代わり10代半ばの頃から政務を引き受ける傍ら、王宮を抜け出して幼なじみのロランと魔導考古学の探究に励んでいた。
ロラン＝エルトリア
400年ほど前の人物で、「魔導考古学の父」と呼ばれる近世では有名な魔導考古学者であり、童話作家。代表作はメルガリアンのバイブルである「メルガリウスの天空城」、童話にして古代神話大成である「メルガリウスの魔法使い」。
原作に記されている言葉「教典は万物の叡智を司り、創造し、掌握する。故に、それは人類を破滅へと向かわせることとなるだろう。」は火刑台に上った彼が最後に残したとされる言葉。
ルーシャス
アリシア三世の夫。ロランとも古い付き合いであった。夢を追うアリシアが好きだったと、ロランが魔王の研究から手を引いた後も彼女の研究を黙って見守っていたが、最期は発狂した妻に射殺される。

### 帝国宮廷魔導士団

#### 現職者
クリストフ＝フラウル
声 - 逢坂良太
帝国宮廷魔導士団特務分室所属、執行官ナンバー5《法皇》。涼やかで落ち着いた物腰の、10代後半の少年。自他共に認める女顔。
生来、虫も殺せぬ優しく穏やかな性格であるが、心の奥底には不屈の闘志と女王に対する強い忠誠心を持っている。
魔導の名門フラウル家の出身で、特務分室ではまだ若輩ながら結界魔術に関しては随一の実力者。結界術を近距離魔術戦でも使えるようにした宝玉式結界魔術を得意とする。
バーナード＝ジェスター
声 - 小山剛志
帝国宮廷魔導士団特務分室所属、執行官ナンバー9《隠者》。分室内でも古株の老人で、グレンからは「ジジイ」、アルベルトからは「翁」と呼ばれている。若かりしころは奉神戦争などで活躍した英雄であり、当時は執行官ナンバー8《剛毅》として魔闘術を奮い、敵からは「破壊魔人」として恐れられた。グレンにとっては格闘術の師でもある。
女好きかつ飄飄とした性格で好戦的。ジャティスからは「生死の狭間にいなければ生きている実感を得られない究極のスリルジャンキー」と評されている。
エルザ＝ヴィーリフ
聖リリィ魔術学院学生→帝国魔導士団特務分室執行官ナンバー10《運命の輪》。階級は従騎士長。
眼鏡が特徴の生徒。学院に向かう鉄道に乗る際にリィエルと出会い、何かと世話を焼くようになる。成績優秀、礼儀正しく物静かで心優しいが、誰に対しても一定の距離を置いており、派閥にも属していない。
その本質は剣士であり、抜刀術「春風一刀流」の使い手。異邦人ながらも帝国のために軍人として尽くした父に憧れ軍学校に通っていた。とある事件をきっかけとし、いつかリィエルと肩を並べられるような剣士になるため鍛錬に励むようになる。
秋休みの後にはその甲斐あって帝国軍からスカウトの声がかかった。
アルベルト＝フレイザー
声 - 高橋広樹
帝国宮廷魔導士団特務分室所属、執行官ナンバー17《星》。長髪で鷹のように鋭い目つきを持つ、22、3歳の青年。特務分室の最強エース。“9を救うために、1を切る”主義を生涯貫いている。
リィエルと共にグレンとはよく組んで仕事をした仲で、彼が辞職して以降一人でリィエルの手綱を取り続けた苦労人。グレンが理想と現実の間で精神をすり減らしていたことに気づき案じていたが、自分たちに何も言わずに姿を消したことには怒っていた。一見効率と数字を信奉する冷血漢のようだが仲間に対しては義理堅い。現実主義者であるため10を救おうとする理想主義者のグレンとは馬が合わないが、長い間相棒として任務をこなしていただけのことはあり、戦闘時の息の合い方は見事なもの。帝国民を守るという強い信念のもと、必要悪として己の正義を実行する。
イリア＝イルージュ
帝国宮廷魔道士団特務分室所属、執行官ナンバー18《月》。
イグナイト卿の直属の配下であり、空席だった《月》の地位を利用して幻術で様々な工作を行なっている。
クロウ＝オーガム
「鬼の戦闘専門部署」として知られる第一室の室長。暑苦しく、竹を割ったような性格。
士官候補学校の卒業生で、宮廷魔導士団に入隊後、わずか1年で模擬魔術戦会で第3位に入賞するほどの実力者だが、1期下のイヴには敵わなかった。イヴを永遠のライバルと勝手に認定しているが、荒くれ者ばかりの部下を率いて余計な被害を出しては特務分室に後始末を任せるため、イヴ当人には迷惑がられている。
ベア＝フリーデン
クリストフの士官候補学校時代の同期で、寮でも同室の友人。生まれは貧乏貴族の三男。クリストフより一回り大柄で、やんちゃ坊主感溢れる容姿をしている。同期生の中でも特に攻性呪文の技量に長けており、卒業直前に第一室からスカウトを受ける。
マックス＝ローガン
城塞都市ハノイに駐屯する帝国東部カンターレ方面軍第二師団・第三駐屯兵団の兵団長。

#### 退職・殉職者
サイラス＝シュマッハ
帝国宮廷魔道士団特務分室室長、執行官ナンバー1《魔術師》。年齢は20代後半で、人の良さげでうだつの上がらなそうな眼鏡の優男。軍階は百騎長。
“神の頭脳の持ち主”と噂された天才魔術士。かつては東の国境付近で戦い続けたバリバリの実戦派で、魔道士団の魔導技術開発室室長や、白金魔導研究所の魔導技術開発派遣武官を経て、イヴの後任として本来イグナイト家の者に限定される特務分室室長に特例で就任している。
リディア＝イグナイト
帝国宮廷魔道士団新団長、執行官ナンバー1《魔術師》。イグナイト卿の嫡子。燃え上がる炎のような長髪が特徴の20歳過ぎくらいの女性で、家庭的で親しみやすい地母神のような美しさを持ち、柔和な笑みを浮かべるが、所作には一切の隙も無駄もない不思議な魅力を持つ。階級は千騎長 。
帝国全ての魔導士達の規範となり持たざる弱き民を守るという誇りを掲げた祖父を尊敬する反面、古典的貴族主義に凝り固まった父親に反発しており、敵を作り過ぎたイグナイト家は遠くない未来に滅びると確信していた。平民の血が混じったイヴに対しても優しかった。
セラ＝シルヴァース
声 - 寿美菜子
元帝国宮廷魔導士団特務分室所属、執行官ナンバー3《女帝》。白い髪と白い肌に刻まれた赤い紋様が特徴的な美女。グレンからは「白犬」と呼ばれる。作中ではすでに故人。
レザリア王国の宗教浄化政策で故郷を追われた遊牧民族シルヴァース一族出身の女性で、族長の娘に当たる元姫君。レザリア王国から故郷を取り戻すことを条件に、古い盟約のもとアルザーノ帝国の宮廷魔導士団に所属していた。暇を見つけては自分たちが任務で救った子供達がいる孤児院に足繁く通っていた。
位階は第四階梯。呪歌と舞踏による風霊召喚術や風の黒魔術の扱いに長け、風の魔術に関しては世界でもトップクラスの天才。《風の戦巫女》《風使い》の異名を持っていた。
ファーガス＝ストレガー
長年空席だった特務分室執行官ナンバー8《剛毅》に就任した、大柄な若い男。年齢は17、8歳ぐらいで、筋骨隆々かつ、育ちが悪そうな目つきをしている。
外見の通り近接格闘戦を得意とし、さらに身体能力強化系の魔術を極限まで極めたことで編み出した、“全身体能力の限界強化”を行う固有魔術【剛曲（ごうこく）】を使い、弾速と同等の毎秒400メトラで動くことができる。その力は白魔【フィジカル・ブースト】を使う軍用格闘術の名手ですら相手にならず、圧倒的な速度に任せて相手を圧殺する。
サキョウ＝スイゲツ＝ヴィーリフ
元執行官ナンバー10《運命の輪》。エルザの父で、“守るための剣を振るえ”、“人を活かす剣を振るえ”と教えてきた。
東方出身の「東方剣士（サムライ）」で、異邦人ながらも帝国のために軍人として尽くした。肺の病気を患って体が衰えつつありながらも軍人を続けていたが、2年前に天の智慧研究会から送り込まれた刺客のイルシアにより、妻と共に殺害される。
ジャティス＝ロウファン
声 - 鈴木達央
元帝国宮廷魔導士団特務分室所属、執行官ナンバー11《正義》。灰色の髪と色白の肌、酷薄さを際立たせる攻撃的な美貌を持つ長身痩躯の青年。最終軍階は最下級士官の《正騎士》。
何者にも依らず自分自身だけで強固たる絶対的な個を確立しており、在籍当時から苛烈な言動と独善的な信念、手段を選ばず犠牲を全く厭わない問題児だったが、「天の智慧研究会」に対する敵意は本物だった。その狂気に等しい正義感は霊魂の分割・消費すらなし得るほどで、勝率が1割を切る賭けでも躊躇なく命を賭けられる。重要なのは『正義』が正しく執行され、『悪』が滅びるか否かだと考えており、そのためならば自分の命はどうでもいいとさえ思っている。アセロ=イエロによって殺害されていたと思いきや、錬金術の奥義によって自らの魂を分割し、自らと全く同じ存在を作り出して囮としていた事が判明(その際に魂の分割を図ろうとも成功率は一割を優に下回る事や、代償としてあと数年の命である事が彼から語られる)。そしてアセロ=イエロが自身の分身の心臓を貫いた際に腕に付着した血液を通し、アセロ=イエロの神鉄の腕を強奪。形状変化自在の神鉄の腕を獲得し、獲得した神鉄の腕を剣のように変化させ、アセロ=イエロを完全に消滅させた。その後はレザリア王国に渡り、ルナ=フレアーからチェイスの支配権を強奪して言いなりにするなどの暗躍を続け、最終的には映像魔術を駆使して天の知恵研究会の総帥であるフェロード、その右腕たるパウエルの正体を全世界に暴露。加えて狂気的な言動で魔王であるフェロードにすら不快感を与え、ジャティスの言動が聞くに堪えない物としたフェロードによって古代魔術『次元追放』によって次元の彼方へ追放される。今度こそ死亡したと思われていたが、後にナムルスがグレンを神秘空間から脱出させる際に交戦した外宇宙の邪神〝無垢なる闇〟の発言から、〝図書館〟と呼ばれる謎の空間に流れ着いていた事が判明。図書館でどういった経緯があったのかは不明だが、フェロード以上の圧倒的な力を獲得し、再びグレン達の前に姿を現した。
シャルロッテ＝アンジェ
長年空席だった執行官ナンバー14《節制》に就任した、妙齢の金髪女性。
強大な概念存在である大天使の憑依召喚（ポゼッション）という、世界を背負うような行為を可能とする、固有魔術にして魔術特性【適合者（アダプター）】を持つ。これによって第二位：主天使の位にある《断罪の天使》アトスを常時我が身に降ろしており、長時間の祈りで自己暗示をかけることで、炎に燃える大鎌と霊的に超強化された肉体を武器に、三対六翼の絶大な推進力で高速移動する。しかし、堕天使に近いとされる概念に引きずられ、殺意と憎悪に流されて暴走するというリスクがある。
ニコル＝ソーレス
長年空席だった執行官ナンバー19《太陽》に就任した、赤毛の年若い少年。
固有魔術として、頭上の“黒太陽”にマナを吸収させ、身体能力と魔力と魔術威力を制限する【逆位置の太陽（フォールン・サン）】を編み出している。通常は直接触れるか、複雑な手順と道具が必要な付呪を、目視するだけで“広域戦場弱体化（デバフ）”として発動する一種の結界魔術で、これに加え弱体化の呪を刻んだナイフの投擲で相手を追い詰める。
グレンとアルベルトをロートル呼ばわりし、模擬戦ではファーガスに敗れたグレンを事前に仕込んでいた固有魔術で倒す。だが、アルベルトには固有魔術の弱点を見抜かれ、黒魔【ダーク・カーテン】で視界を完全に奪われたことで攻撃手段を失い、気配のみで狙撃され敗北した。

### 聖リリィ魔術女学院
マリアンヌ
聖リリィ魔術女学院学院長。40代の女性。エルザの叔母。
学生同士の派閥抗争に悩む人の良さそうな女性を装うが、かつては蒼天十字団の研究員をしており、本性は傲慢で利己的。過去の失態が原因で現職に追いやられ、復帰のための手土産として「Project：Revive Life」の成功例であるリィエルを求め、彼女を強引に成績不良による退学寸前に追い込んだ上で救済措置として聖リリィへ留学させる。
ローナ＝ローゼンバーグ
マリアンヌの更迭後に就任した新学院長。
フランシーヌ＝エカティーナ
女学院の最大派閥「白百合会」のトップに君臨する女学生。金髪縦ロールのお嬢様風の少女。やや高飛車で傲慢な性格。自分に逆らうものには容赦なく、コレットとは犬猿の仲。
レイピアによる剣術や乗馬など貴族の子女らしい技能を持ち、魔術についても召喚術、特に雪の精（スノー・ホワイト）や鬼火（ウィル・オ・ウィスプ）など精霊系の召喚を得意とするなど学生離れした実力を持つが、感情や動揺がすぐに顔に出てしまうのが欠点。
当初はレーン（グレン）のことを完全に舐めていたが、システィーナ達との模擬戦に完敗したことで改心、さらに自分たちの無法を許してくれたレーンにコレットら他の生徒同様惚れる。以降は意識を改め「魔術使い」から「魔術師」になるための努力を始める。
コレット＝フリーダ
女学院で2番目に大きい派閥「黒百合会」のトップの女学生。長い黒髪と切れ長の瞳の少女。姐御肌で傘下の者に対しては面倒見が良い。大雑把で傍若無人な性格。
魔術の他にも貴族のたしなみとして幼い頃から鍛錬していた古式拳闘術を主体に、拳打に魔術を載せる魔闘術を得意としている。野生の勘とでも呼ぶべき抜群の近接格闘戦のセンスを持ち、将来的には完全にグレンの上位互換になると目されるほど。
ジニー＝キサラギ
フランシーヌ付きの侍女で、東方の「シノビ」の技を伝える里の出身。灰色の髪をお下げにした表情に乏しい少女。表向きは主人の忠犬のように振る舞うが、事あるごとにコレットと喧嘩を始める様や派閥抗争には内心で辟易としており、時折淡々と痛烈な毒を吐く。控えめに見えて自意識とプライドが高く、強敵と相対すると実力差を忘れてつい深追いし過ぎてしまう欠点がある。
短期留学最終日、偶然マリアンヌの素顔を知ってしまい、彼女に洗脳された学生達に包囲される。しかしグレンに欠点を指摘されたことを思い出し、重傷を負いながらも離脱しリィエル拉致の知らせをグレンたちに届けた。

### クライトス魔術学院
ゲイソン＝ル＝クライトス
クライトス魔術学院の学院長。クライトス家の主家筋出身であり、当主グラハムの父で、レオスやエレンの祖父。
レヴィン＝クライトス
クライトス分家の御曹司で、本家筋のレオスやエレンの従兄弟。柔らかそうな金髪、貴公子然とした佇まい、彫像のように整った甘く美しい顔立ちの少年。
エレン＝クライトス
クライトス本家の娘で、レオスの妹。金髪を三つ編みにまとめている。生まれつき魔力が極端に少ない体質で、それでも必死の努力を続けて魔力容量945、魔力濃度43とぎりぎり魔術師を名乗れる程度まで力を伸ばしている。才能偏重主義のクライトス家では兄とは対照的に冷遇されており、親戚の圧力から守ってくれていた父と兄が相次いで亡くなってしまったことで、祖父からの虐待を受け重責と心労を背負うことになる。

### その他帝国民
レナード＝フィーベル
声 - 山橋正臣
システィーナの父親。魔導省の高級官僚で非常に厳格な性格だが、極度の愛妻家かつ親バカで娘たちや妻のことになると人が変わったように暴走し、その度に妻に止められている。
一時的に記録保存した詠唱呪文を呪文詠唱なしで即時発動させる、「詠唱呪文の保存装置」という高度な機能を持つ指輪の魔導機を自作できるほどの、超一流の魔術師。
フィリアナ＝フィーベル
声 - 冨樫かずみ
システィーナの母親。魔導省の秘書官で、帝都とフェジテを行き来する忙しい生活を送る。10代半ばの娘がいるとは思えないほど若々しい。夫のストッパー役でもあり、彼が暴走を始めると即座に絞め落とす。
レドルフ＝フィーベル
声 - 宮崎敦吉
システィーナの祖父。故人。優れた魔術師であり魔導考古学者。かつて魔術祭典が行われていた時代には、メイン・ウィザードに選ばれたこともある。「タウムの天文神殿」などに関する優れた論文を残しているが、考古学に執着しなければ魔術師としてより優れた功績を残せただろうと惜しまれている。メルガリアンとして天空城の秘密を解き明かすことを夢見ていたが病気と老齢によって生前に目標をかなえることはできなかったため、システィーナがその遺志を受け継いでいる。
ニーナ＝ウィーナス
グレンが魔術学院在学中に出会った少女。年齢はグレンより3歳ほど歳上で、フェジテの孤児院で暮らしている。院の院長から帝国式軍隊格闘術を教わっており腕に覚えはあるが、学校に通えないため学はあまりない。貧民街で不良少年3人組に襲われていたグレンを助けたことで知り合い、経営難の院を立て直すために彼から勉強を教わる。グレンにとっては魔術と関わりのない数少ない友人で、彼女との出会いが【愚者の世界】開発のきっかけとなった。
実は悪名高いウィーナス商会の会長の私生児。子供すら「道具」と見なす実父からは愛されておらず、扱いに困るという理由で孤児院送りにされていた。しかし、実家の権力争いによって謀殺された嫡出子の代わりとして引き取られることになり、院を守るためにそれを了承する。そのせいでダニーに殺害されそうになるが、グレンに助けられた。
ダニー
ニーナの従兄弟にあたる魔術師。商会の次期会長の座を手に入れるために候補である会長の子を病死に見せかけて毒殺したが、ニーナの存在が発覚したことで計画が狂い、彼女も殺そうと襲いかかる。しかし、立ちふさがったグレンが使った不完全な【愚者の世界】で魔術起動を遅延させられ、素手で倒される。その後は殺人容疑と殺人未遂で送検され、失脚する。
ジョン＝マイヤール
ホワイトタウンの若き新市長。35歳。高貴な細面はやや童顔で、年齢より若く見える紳士。聖人のような人格者。アルザーノ帝国大学で最新の経済学を修め、政府高官職のスカウトも蹴って郷土復興政策を推進、交渉手腕と大学時代の人脈でホワイトタウンまで鉄道を敷き、卓越した施政手腕で観光事業を主軸にスノリアを蘇らせた。質素な生活を旨としていたが、それなりの格式を求める市民たちの意見を聞き、豪奢な市長邸で暮らしている。
復活したル＝シルバが引き起こした史上類を見ない大寒波と氷の骸骨による被害で街に大きな打撃を受けるが、生きている限りかならず乗り越えられると前向きに考え再起を誓う。
ミリア
ジョンの侍女兼秘書。優秀だが感情的になりやすいのが欠点。《銀竜教団》を蛇蝎のごとく嫌っている。
エルネスト
《銀竜教団》の内陣教団員。外陣の若い教団員たちの暴走に頭を痛めながらも、「天の智慧研究会」の協力で数千年来の悲願を達成しようと目論んでいた。しかし、他の教団員と共にエレノアが施した儀式の犠牲となり、命を全て奪われミイラ化して死亡した。
ロザリー＝デイナート
デイナート子爵家の次女。グレンの魔術学院生時代の後輩。無駄に気位とプライドが高いが、努力家なので在学中はグレンがなにかと面倒を見ていた。
魔力の関わらない座学は優秀だったが、自身のマナを魔力に昇華する感覚に極端に欠落しているせいで魔力容量が極端に低く、在学中は落ちこぼれだった。魔導探偵に必須な魔術を使用した情報収集術は初等汎用魔術ですらほぼ全て使えず、魔力消費のないダウジング探査くらいしかできない。さらに聞き込みなどの地道な情報収集も疎かにしがち。一方で魔術なしの剣術大会で何度も優勝したほどの剣の名手で、警邏庁から幾度もスカウトを受けていた。
ラス＝ワーテルロ
人類の進化への貢献と称して“人間の人工的な吸血鬼化”という禁忌の研究を行なっていたS級外道魔術師。
カーミラ
ワーテルロ卿の研究で作り出された人工吸血鬼。被験体ナンバーは365号。外見は黒髪の少女だが、眼光は鮮血のように朱く、血色を失った肌は冷たく青白く、口には鋭い犬歯が光る。腕を振るえば衝撃波が発生するほどの膂力を誇り、爪には生命力吸収（エナジー・ドレイン）の呪力がある。
ジェシカ＝ヘステイア
セシリアの母親。年齢は40代半ばほど、眼鏡越しの瞳は理知的で、若い頃は相当の美女だったことが容易にうかがえる容姿の持ち主。セシリアの法医術の師匠であり、彼女の腕前が温く思えてしまうほどに懸絶した法医術師である。
ゼパル＝ディレック
帝国軍の要である『ライモンド法医学研究所』の所長をしていた40過ぎの中年男性。帝国宮廷魔導師団・魔導技術開発室からの元派遣武官。娘の命が狙われたとして、特務分室に護衛を依頼した。
ネージュ＝ディレック
ゼパルの娘。色白で線の細い、はかなげな雰囲気の少女。先天的な肺病で入院しており、移動には車椅子が必要。付きっきりで護衛をするグレンに懐き、淡い好意を抱くようになる。
黒幽死病菌に感染しても著しい体力低下と体調不良に陥るだけで、黒幽死病では決して死なないという特異体質を持ち、そのため、父からは幼いころから黒幽死病の親保菌者の研究実験体として扱われていた。制御術式の完成により、グレンとジャティスを感染させることで病気から解放してもらう約束をするが、
シェラ＝ディストーレ
イヴの生母。故人。
代々イグナイト家に奉公する使用人だったが、平民でありながらアゼルとの間にイヴを身籠った為に暇を出されて放逐された。世間知らずで、特に学があったわけでも、職業技能に秀でていたわけでもなかったので、貧民街に暮らし見入りの少ない仕事をせざるを得なかった。しかし、その境遇にもめげることなく、無理と苦労が祟り身体を壊しがちだったが、娘を虐待する事もなく、いつも笑っていた。だが、イヴが9歳の時に帝国軍と外道魔術師との戦いに巻き込まれ、娘を庇って命を落とした。
アンダンテ＝カロッサ
クリストフの士官候補生時代に、城塞都市ハノイを占拠した外道魔術師。ゴーレム工学の天才で、希代の魔導工学博士を自称している。自業自得で魔術学会から追放され、閑職に追いやられたと逆恨みし、帝国と女王へ復讐するため、天の智恵研究会の援助を受けてテロを企てる。
ハノイとの物資取引を一手に引き受けていたアンダルッセ商会に運び込ませた資材から大量のゴーレムを創造、物量作戦で第三駐屯兵団を拘束すると、住民を人質に帝国へ身代金を要求する。上層部が対策を取るまで3日は必要だとタカを括っていたが、声明を出した直後に特務分室からの攻撃を受け敗北する。
エリエーテ＝ヘイヴン
200年前に活躍した『六英雄』の1人。通称《剣の姫》。青い髪を後ろでまとめて垂らし、腰には十字架型の柄（クロスヒルト）を設えた片手半剣（バスターソード）を吊っている。
帝国史上最強と謳われた剣士であり、同じ六英雄だったラザールでも敵わないほどで、現在もセリカが【ロード・エクスペリエンス】で剣技を再現して近接戦に役立てている。ある時から見えるようになった“開く”黄昏色の剣閃を習得しており、いつしか師匠が赤子に見えるほどの達人となり、魔導大戦では【孤独の黄昏（トワイライト・ソリチュード）】によって汚泥の異形達を倒していった 。

### レザリア王国
フューネラル＝ハウザー
聖エリサレス教会教皇庁の最高指導者である教皇。老境にありながらしっかりした体格の、好々爺然とした老人。
ファイス＝カーディス
司祭枢機卿。齢40を超えるとは思えない、流れるような金髪に古典彫刻のように整った顔立ちの美丈夫。
アーチボルト＝アンビス
有力枢機卿の1人。40歳過ぎとは思えない若々しさと美貌を持つが、目は鋭く、常に表情が険しいので、他者を拒絶するような攻撃的な相貌であり、少し悪い顔色が病的な雰囲気を醸し出す。
帝国の武力併合を望む強硬派の最右翼にて、もっとも力を持っている傑物であり、強硬派きっての切れ者。宗教浄化政策を強力に推進して成功を収め続け、支持する者は教皇庁内にも多い。一方で黒い噂も多く、野心家で、4年前の前教皇の急な崩御にも関わっていたとする説もあり、圧勝を確信していた教皇選挙でなぜかフューネラルに僅差で敗北してからも、未だ虎視眈々と教皇の座を狙っている。
ロクス＝イェル＝ケル＝レザリア5世
レザリア王国の国王。衣装だけは立派な痩せぎすの老人。王とは名ばかりのお飾りで、政務や統治を教皇庁に全て丸投げした無能。敬虔な聖エリサレス教信徒であり、教皇庁を神聖視・絶対視して積極的に服従している。
ルナ＝フレアー
聖エリサレス教会聖堂騎士団・第十三聖伐実行隊の隊員。神々しい金髪に透明で冷たい美貌を持つ女性。
聖堂騎士団でも落ちこぼれの三流騎士で、4年前に仲間とともに戦死している。しかし、【天使転生】に成功する可能性が高かったことで秘儀の施術を受け、当代の《戦天使》イシェルへと転生。これにより、どこか魔将星を彷彿とさせる人の規格を超越した武威や、石壁に大穴を開ける威力の弾丸を弾き返すほどの超高密度の法力、そして人間には使えない天使言語（エンジェリッシュ）を使えるようになり、恐ろしく高射程で強力無比な天使言語魔法（エンジェリック・オラクル）を使い、狙った相手にピンポイントで歌を届けることも、広域を無差別に制圧することも可能。
チェイス＝フォスター
第十三聖伐実行隊の隊員。燃え尽きた灰のような髪色、血色のない青白い肌、真紅の瞳が特徴的な黒づくめの青年。ルナの幼馴染。
マルコフ＝ドラグノフ
フォルネリア統一神学校の学生。やせぎすで顔色が悪い少年。旧教の偏執的狂信者であり、他宗教に対して閉鎖的で排他的な思想を持っているため、異教徒を見る昏い瞳には侮蔑と嫌悪が籠る。

### 日輪の国
サクヤ＝コノハ
日輪の国にある天帝陰陽寮に所属する、艶やかな黒髪と黒眼が特徴的な美少女。
システィーナと互角の同世代では最高峰の実力者。式神で18体の分身体を作り出し対象を包囲して一斉攻撃する【十八字格子式方】、途中の空間をすっ飛ばしたかのような機動で駆ける【縮地】や厄除けの【禹歩】といった特殊な魔術的歩法、死者の怨念で相手の行動を奪う死霊術【十種神宝・布瑠の言（とくさのかんだから・ふるのこと）】など、陰陽術と呼ばれる東方独自の魔術を得意とする。だが、強い魔力や魔力制御能力を得る代わりに、魔術行使をするほど心臓に負担がかかって寿命が削れるという先天的な魔術疾患「天恵祝呪」を患う。貴人の雰囲気を漂わせるが、実は極貧家庭の出身で、魔術祭典で優勝し貴族になることで生活を安定させることを目的としている。
魔術祭典では日輪の国代表のメイン・ウィザードとして参加、開会式前にシスティーナに声をかけて｢敵として競い合うだけでは寂しい｣と交流を求め親睦を深めた。1回戦では南東密林国家アルマネスの呪術大学とゴーレム撃破数を争い、密林フィールドという相手に地の利がある不利な状況でありながら、式神使役術と索敵術を駆使して活躍し、厳重なプロテクトをかけられたフィールド上のゴーレムすら支配して勝利した。2回戦ではライン攻防戦でアルザーノ帝国代表選手団と戦い、シグレが密かにかけていた呪言を破ったシスティーナと全力で魔術戦を繰り広げ、血反吐を吐くほどの負担も意に介さず奮戦したが、回復タイムでも回復しきれないダメージを受けて戦闘不能になった。
シグレ＝ススキナ
天帝陰陽寮の代表選手団のひとりで、サクヤの従者兼主治医。胡散臭げな愛想笑いを浮かべる糸目の少年。魔力容量では魔術祭典に参加する選手中ワースト1位 だが、日輪の国ですら最早廃れた「呪言師」としての顔を隠し持ち、呪文ではないただの“言葉”で相手の心に語りかけ、行動や感情を操作・強制する催眠呪術を使うことができる 。ただ、白魔術でいう精神支配攻撃といっても相手の心の隙を抉って動揺させるという程度で、心の頑丈な相手には通用しないうえ、術を破られると全ての呪詛が自分にフィードバックするリスクがある。
家が貧しく病気を抱えるサクヤを支えてきたが故に、家柄、才能、金、環境の全てを生まれながらに持っているシスティーナに敵意を抱き、2回戦開始直前にサクヤの弱みを開示することで呪言の釘を刺して良心につけこむ。試合本番でサクヤでも実力では簡単に倒せないと悟ると呪言を発動してシスティーナを惑わしたが、グレンの言葉で奮起した彼女に術を破られ、“呪詛返り”で死にかけるがサクヤに治療され命を拾う。試合後、システィーナに謝罪するが「魔術戦の範疇」と赦され、器の差を感じて完敗したことを悟る。

### ハラサ
アディル＝アルハザッド
占星天文塔に所属する学士生。《砂漠の炎狼》の異名を持つ、浅黒い肌のエキゾチックな美少年。
自らの運命に課した“誓約”で世界に介入する《星天術》の使い手で、頭上に星図を描き、独特な韻を踏んだ呪文を唱える。習得した柔軟な体術と緻密な身体強化術式により野生動物のようにしなやかな挙動が可能で、最高速度で勝るシスティーナを振り切るほどの敏捷性を発揮できる。出血多量で死ぬ危険があるので長時間は使えないが、己の血液を燃料に「炎の魔神（イフリート）」を形成し灼熱の炎嵐を起こすという切り札を有する。勝利に対して純粋な価値観の持ち主で、国の威信と己が目指す高みのためには仲間を踏み台にすることも辞さない。学生らしからぬ実戦慣れをしており、独特の凄みを持つ。
魔術祭典では砂漠の国ハラサ代表のメイン・ウィザードとして参加。1回戦でアルザーノ帝国代表と、使役召喚された魔獣が放し飼いにされたフィールドでメイン・ウィザードを倒すという形式で試合する。敵将であるシスティーナと1対1で戦うために仲間4人の脱落と引き換えに断絶結界を展開、激しい近接魔術戦を繰り広げるもチェイスの介入で戦いが中断したため、1人で残った相手のサブ・ウィザード全員をまとめて倒そうとした。しかし、チェイスの撤退により戦線復帰したシスティーナにメンバーをまとめて吹き飛ばされ、彼女との一騎打ちに臨み敗退した。
エルシード
ハラサ代表のサブ・ウィザード。浅黒い肌に黒髪の美少女。
魔術祭典1回戦ではアディルとシスティーナを閉じ込めた結界の護衛をしており、銀の飛龍の乱入で計画が破綻した後は残った仲間4人を率いて相手のサブ・ウィザードを出来るだけ減らそうとする。だが、ギイブルとジーニーの時間稼ぎによって泥仕合に持ち込まれ、アディルが相手を一網打尽にしようとしている間に、駆けつけたシスティーナが放った暴風で吹き飛ばされ、戦線離脱した。

### 天の智慧研究会
天の智慧研究会は本作における主要な敵対勢力。
フェロード＝ベリフ
声 - 津田健次郎
天の智慧研究会・第三団《天位》（ヘヴンス・オーダー）【大導師（ヘヴン）】。組織の創設者にして最高指導者。正体どころか実在すら分からないとされ、時に大男、時に美しい女性、時に年端もいかぬ幼児とも噂される。アルザーノ帝国とレザリア王国を自身の目的を遂行するための〝養殖場〟として建国し、両国の紛争も全てフェロードによって仕組まれていたマッチポンプである。さらに身体を入れ替え続けることでアルザーノ帝国王家の歴代女王の内の幾人かの伴侶となり、《空の天使》レ=ファリアの因子修復（本作の初期ではR因子と呼称されていた）のために近魂相姦を繰り返し（フェロード曰く「マグダリアの受胎儀式」）、ルミアの代では既に90%を超える修復率へと至っていた。
パウエル＝フューネ
第三団《天位》クラスの男性。【神殿の首領（マジスタ・テンプリ）】を名乗り、ソロームの指輪の下、魔界の三十六悪魔将と666の悪魔軍団を従えし、世界最古にして現世最高の悪魔召喚士を自称する。天の智慧研究会の創設者にして最古参のメンバーであり、大導師に次ぐ立場にいる。
ラザール＝アスティール
200年前に『六英雄』の一人、《鋼の聖騎士》と称された男。元・聖エリサレス教会聖堂騎士団総長。当時の邪神との戦いの中で死亡したとされているが、邪神に妻子を殺されたことで神への信仰を見失い、大導師との出会いで禁忌教典の存在を知り「内なる声」を受け入れた。現在は第三団《天位》クラスの急進派メンバーとなっている。
不滅の肉体を持つため倒すことは不可能とされたが、グレンによって霊体を攻撃されたことで敗北する。しかし、かろうじて実体を保ち密かに生存。再起を図ろうとするもジャティスにトドメを刺された。
コミカライズ版ではラストボスを飾った。
レイク＝フォーエンハイム
声 - 瀧村直樹
第二団《地位》（アデプタス・オーダー）クラスの魔術師。アルザーノ帝国魔術学院を襲撃したテロリストの一人。通称《竜帝》。グレンをしてセリカクラスでもなければ太刀打ちするのは難しいと言わしめたほどの実力者。仲間とは言え不手際を働けば容赦なく処刑する冷酷さを持つ。
エレノア＝シャーレット
声 - 日笠陽子
第二団《地位》クラスの死霊術師。黒髪黒眼の女性。正体を隠している時はあまり眼を開かず物静かで奥ゆかしい女性を演じている。本当の彼女は狂気に満ちた眼と病的な表情の持ち主であり、気だるげな言動で常時過ごしている。大導師からは同じ第二団で自身より地位の高い者よりも信頼されている。
ザイード＝ヴァルトス
第二団《地位》クラスの魔術師で、急進派の一員。《魔の右手》の二つ名を持つ男。
代々、音楽に変換した魔術式で他人を掌握する古代魔術「魔曲」を伝える家系の出身。操った楽奏団が奏でる七つの「魔曲」を聞かせた人間の心と体を支配する固有魔術【呪われし夜の楽奏団（ペリオーデン・オーケストラ）】を使うことができる。この魔術は心に作用するため耳を塞いでも精神防御を行わなければ防げず、深層意識を掌握することで魔術の発動を封じることが可能となる。
ライネル＝レイヤー
声 - 古川慎
第一団《門》（ポータルス・オーダー）クラスの錬金術師。
かつてはシオンと共に「Re=L計画」を進めていたが、彼が亡命しようとしていたことを知りイルシア共々殺害する。その後2年間姿を消していたが、計画を再実行するためバークスと手を組み、シオンに成り済ましてリィエルに自分が兄シオンであると信じ込ませ、ルミアを誘拐させた。リィエルが自身の秘密を知ると演技をやめ、新たに製造した3体のリィエル＝レプリカでグレンたちを殺害しようとしたが彼女の「人間」としての成長を図り損ねた結果、レプリカはリィエルに、自身はグレンによって殴り飛ばされて敗北した。己の欲望のために他者を顧みない姿は「真の邪悪」に例えられた。
グレイシア＝イシーズ
第一団《門》クラスの魔術師。急進派の一員。《冬の女王》の二つ名を持つ全身に魔導刻印を刻みつけた少女。
その刻印は「死の冬の刻印」と呼ばれる物で、魔力暴走を引き起こすことにより周囲50メトラを絶対零度の空間に変え全てを停止させることができる。その性質上拠点防衛戦に特化した能力となっている。
ルミア暗殺計画ではクリストフと対決、彼が得意とする結界を次々と凍結させ本人にも重度の凍傷を負わせたが、彼が自身の足止めに徹して能力の底を図っていたことが分かると一時撤退する。2度目の戦いでもクリストフと戦うことになり、ザイードの補助で戦況を有利に進めたが敗北が確定した時点で早々に逃走した。
ゼト＝ルード
第一団《門》クラスの魔術師。急進派の一員。《咆哮》の二つ名を持つ30から40代の中年男性。
筋骨隆々の体格を持つ魔闘術の使い手。初戦では魔闘術の先達であるバーナードと交戦、彼が衰えたと思い勝利を確信していたが、道具を多用する戦法に翻弄され右腕を失い、不利を悟って撤退。その後金属の籠手を付けて復帰し、今度はリィエルと戦うもザイードの敗北を知るとグレイシアと共に逃走した。
ヴァイス＝サーナス
第一団《門》クラスの悪魔召喚師の青年。急進派の一員。
ルミア暗殺計画に先んじて第三師団第八辺境警備隊を襲撃、約500人の魔導兵を皆殺しにしてその魂を悪魔の生贄にする。計画本番ではアルベルトと対峙、《狂騒伯爵》ナルキスを召喚し物理攻撃の通じない概念存在を操る優位から彼を追い詰めたと思っていたが、司祭の資格を持つアルベルトによりナルキスを強制的に退散させられてしまい、自分自身も【ライトニング・ピアス】で脳天を打ち抜かれて死亡した。
ジン＝ガニス
声 - 関雄
アルザーノ帝国魔術学院を襲撃したテロリストの一人。ロリコンのチンピラ風の男。一流になることを捨て、三流に留まることで自己の快楽を優先するという選択をした下種。そのためプロ意識は低く、魔法の技量自体は優れているが油断して痛い目を見ることが多い。
【ライトニング・ピアス】を「ズドン」の一節で放ち、さらにこれを10連射する技能も備えている。この技術と「疾風脚」による高速移動を併用することで、相手を攪乱しながら蜂の巣にするのが得意な戦法。
システィーナを強姦しようとしたが、魔術を封じられた状態でグレンによって殴りつけられ失神。最期は勝手な行動と失態を演じた咎によりレイクが操るスケルトンの手で惨殺された。その後「Project: Revive Life」で復活し、フェジテでグレンを援護していたシスティーナを襲撃、手を抜いて彼女をいたぶり続けたが自分の技術が見切られていたことに気づけず、至近距離で【シュレッド・テンペスト】を発動するという自滅ギリギリの攻撃にさらされ、相手を侮って魔術防御を施していなかったことが徒となり重傷を負う。満身創痍の状態でシスティーナを殺害しようとしたが、イヴによって全身を燃やし尽くされ2度目の死を迎えた。
3度目の復活ではタウムの天空神殿で再びシスティーナと1対1で交戦するが、急激に成長した彼女に圧倒され、一矢報いることもできずに心臓を射貫かれて死亡した。
キャレル＝マルドス
声 - 土田玲央
アルザーノ帝国魔術学院を襲撃したテロリストの一人。酸と毒を同時に用いた致死性の高い魔術、錬金改【酸毒刺雨】という猟奇的な手段で人を殺すことを好む。出勤途中のグレンを単身襲撃したが、「愚者の世界」で魔術を封殺されたうえで叩きのめされ、挙句に全裸に剥かれて路上に放置される。
ヒューイ＝ルイセン
声 - 遊佐浩二
アルザーノ帝国魔術学院襲撃の主犯格。魔術学院2年次生2組の元担当講師、つまりグレンの前任者であり、突如失踪したことでグレンが臨時講師に採用された。
実は研究会が要人暗殺のために長期にわたって学院に潜ませていたスパイ。元王女であるルミアの拉致を命じられたことで姿を消し、密かにレイクらの手引きを行い、任務達成と同時に学院を道連れに自爆しようとしていたが、グレンの決死の行動とルミアの能力により阻止される。実際のところは組織の言いなりになるのが正しいのかで苦悩しており、境遇的にはグレンと似通っている。そんなグレンからは「組織の言いなりになっていたお前が悪い。自分の行いまで組織のせいにするな」と言い捨てられた。敗北後は「生徒を殺さずに済んだ」と本心では安堵しつつグレンに殴り倒され、その後捕縛された。
戦闘能力はないものの、空間魔術に関してはセリカをして「天才的」と言わしめたほど。魔術学園を囲む結界は師団の力を以ってしてもすぐには解除できなかった。
アニメ版では、姓名が「ヒューイ＝ロスターム」となっている。
バークス＝ブラウモン
声 - 石塚運昇
帝国白金魔導研究所所長。40から50代の禿頭の男。外面は人格者だが、内面は傲慢な性格で自らの能力を信じて疑わない。
組織の思想に傾倒する参入志願者で、禁忌とされた「Project: Revive Life」の完成を条件に入会を約束されている。また、典型的な異能差別主義者であり、異能者を捕らえては非道な人体実験を繰り返し犠牲を積み上げていた。また、魔導士を戦争犬と呼んで侮蔑している。
ルミアに術式を組み込んだ後、自らの研究施設に侵入してきたアルベルトと、異能者の能力を利用できる魔薬を自らに投与した状態で交戦。再生能力を過信しアルベルトを追い詰めたつもりでいたが、微量の出血の繰り返しで血中の薬物濃度が低下していることに気づかず再生能力を失い、そのまま失血死した。その死は隠匿され、失踪という形で処理された。
シオン＝レイフォード
声 - 江口拓也
「Project: Revive Life」を成功させた天才錬金術師。計画のために数多の犠牲を払ったことを悔い、自らの命の代わりにライネルとイルシアを帝国に亡命させるべくグレンと交渉を行っていたが、組織を抜けることよりも組織の中でのし上がることを選んでいたライネルの怒りを買い刺殺される。「原初の魂」が初めて“人間”へ派生した時の、「原初人類の霊魂」の複製を完成させていたことも明らかになっている。
研究関連の資料や記録の集成は「シオン・ライブラリー」の通称で呼ばれ、事件後に帝国軍が接収している。
イルシア＝レイフォード
声 - 和多田美咲
シオンの実の妹で、リィエルの素体。容姿はリィエルと同じだが、髪の色は兄と同じく赤で感情表現もはっきりしている。【隠す爪】を習得していながら自我を保つことのできた希少な人材で、組織では始末屋として働いていたが、標的を始末する度に罪の意識に苛まれ続けていた。シオンが殺害されたのを見て動揺している間にライネルによって致命傷を負わされる。負傷した身でアジトから逃げ力尽きたところをグレンに発見され、リィエルのことを託して息絶えた。
セイン＝ファランド
しがない中間管理職としてフェジテ行政庁に入り込んでいたスパイ。表向きは誠実で実直な人物を装っているが、内心では他人を見下している。法陣儀式魔術の達人。
市庁舎内に作っていた小部屋で「マナ活性供給式」のひとつを秘密裏に管理していたが、登庁早々にルミアの力を利用したジャティスによって解呪された法陣を目の当たりにし、動揺している間に彼が仕掛けておいた爆弾で市庁舎ごと吹き飛ばされ死亡した。
ミゲール＝ブラッカー
帝国軍の《千騎長》。多少生真面目過ぎるきらいはあるが、非常に有能で、周囲の人望も厚い。
実は天の智慧研究会の密偵。組織側の人間としてグレンを目障りに思い、死にかねない無茶な任務を裏回しして、彼を謀殺しようとした。しかし、ジャティスには本性を見抜かれて研究会の尻尾を掴むために泳がされており、ライモンド法医学研究所の一件の後、グレンへの借りを早めに返すことにした彼に始末される。その後、証拠がなかったことで失踪事件として処理され、行方不明のまま迷宮入りとなった。

### 魔王関連
ティトゥス＝クルォー
人類の黎明期、外宇宙から来訪した「天空の双生児」の加護をうけ、世界で最初に“王”となった者。後にその正体は天の知恵研究会の創設者であるフェロード=ベリフであると同時に、現代まで生き続けていた事が判明する。

#### 魔将星
《魔煌刃将》アール＝カーン
「メルガリウスの天空城」に登場する魔王直属の配下「魔将星」の一人。己が真に忠誠を捧げるべき相手を求めて戦い続けるという変わり者。緋色のローブで全身を包み、邪神の試練を乗り越えて手にした13の命と、左手に持つ魔術を打ち消すことができる赤き魔刀「魔術師殺し（ウィ・ザイヤ）」・右手に持つ霊体そのものを傷つけられる黒き魔刀「魂喰らい（ソ・ルート）」を武器とする。魔刀の弱点は決まった手で振るわなければ性能を発揮できないということ。普段でも恐ろしいほどの強者であるが、その真価は追い詰められたときにこそ発揮される。他の魔将星と違って最後までその行動原理がよく分からず、ロランも扱いに困って童話では“真の主を求めて彷徨う武人”というキャラ付けを無理矢理したほどである。
彼の影である存在が学園地下迷宮地下89階で門番を務める。「星の回廊」を通って迷い込んだグレンたちに襲いかかり、隔絶した戦闘力で追い詰めていったが、すべての命を失ったことで消滅する。しかしグレン達が倒したのは〝本体の影〟に過ぎない事を匂わせる発言をしており、未だ存命である可能性がある。
《鉄騎剛将》アセロ＝イエロ
「魔将星」の一人。頑健な漆黒の全身鎧の上から緋色のローブを纏い、その肉体は究極の魔法金属である神鉄（アダマンタイト）で出来ているため、あらゆる物理的・魔術的攻撃を無効化し、【メギドの火】でも破壊することは不可能。さらには複数の厄介な魔導機動兵器を所持し、《炎の船》と呼称される巨大な箱舟、一国の軍を全て轢き潰したこともあるという、4頭の黒馬に引かれ車輪から蒼い炎を吹き上げる巨大な魔術の戦車《黒の火車》、《光の巨人》などを操る。「正義の魔法使い」との戦いでは彼を味方と分断して仲間を皆殺しにしたとされ、「正義の魔法使い」でも唯一倒すことができなかったと言われているが、何の伏線もなく突然登場する魔法使いの「弟子」が使った小さい棒で胸を突かれて死んだという。
《白銀竜将》ル＝シルバ
スノリア地方の伝承で白銀竜と呼ばれ、『メルガリウスの魔法使い』第7章で魔王に敗北し、《竜の鍵》を刺されて魔将星へと堕した存在。銀の鱗と蒼眼が特徴の巨大な古き竜（エインシェント・ドラゴン）。超極低温で分子運動が停止することを利用して攻性系黒魔術を問答無用で打ち消す竜の咆哮【凍てつく吐息（バニシング・フォース）】、純然たる恐怖で身体を完全麻痺させ一時的に五感を失わせ失神あるいは白痴に陥らせる竜の咆哮【打ちのめす叫び（スタン・スローター）】などの強力な竜言語魔法を使いこなすだけでなく、縄張りの中で殺して捕らえた魂の亡霊達を氷の骸骨へと変えて眷属とすることが可能。
《炎魔帝将》ヴィーア＝ドォル
魔将星の一人。身体は超高熱の炎そのもので形作られた人形で、天まで焼き尽くさんと上がる膨大な炎と熱波を武器とする。身体は炎そのものなので、通常の魔術や武器は通用せず、銃弾程度は一瞬で燃え尽きる。「炎の剣（フレイ・ヴード）」という武器を操ったとされる。
《風皇翠将》シル＝ヴィーサ
魔都メルガリウスを守る最後の魔将星達の一人。比類なき風と嵐の支配者とされ、純銀を溶かし流したような銀髪とやや吊り気味な翠玉色の瞳を持つ、妖精のように美しい女性。魔王に最も忠義厚き魔将星とされ、魔王のためならば、いかなる残虐非道もやってのけたという、冷酷無比なる無慈悲の魔人と伝えられている。
《罪刑法将》ジャル＝ジア
“灰色の鍵”に対応する魔将星。使用者にはジャティスが選ばれたが、封印の地での勧誘時に激しく拒絶されて失敗している。
《雷霆神将》ヴァル＝ヴォール
魔将星の一人。魔法文明の時代にはヨト国の裏から手を引き、周辺諸国への奴隷狩りを国民総出で積極的に行わせていたが、セリカによって始末される。
“青い鍵”に対応する魔将星として鍵はアルベルトに与えられていたが、マレスでのグレンとの戦いで「仲間を信じる」選択をした際に鍵を破棄している。
《冥法死将》ハ＝デッサ
死霊の支配者、冥府の大公。

### 外宇宙の邪神
《時の天使》ラ=ティリカ/ナムルス
「名無し」を意味する名を名乗り、「この世界でもっとも穢れた存在」を自称する少女。顔立ちはルミアに酷似しているが、白髪に暗く淀んだ赤珊瑚色の瞳を持ち、背には異形の翼が生えている。
ル＝キル
《時の天使》ラ＝ティリカの眷属。その中でも最も強い力を持ち、限定的な時間操作能力を持っていた。その名は“滅びをもたらす風の翼”を意味する。賢王ティトゥス＝クルォーのために作り出されたが、王に逆らい、怒った王の手で魔導遺産《ル＝キル時計》に貶められてしまう。時計は代々クライトス当主に受け継がれており、クリュトゥース地方（現クライトス伯爵領）に伝承が伝わっている。
《空の天使》レ＝ファリア
《天空の双生児》の片割れで、ラ＝ティリカの姉妹天使。《空の巫女》《夜天の乙女》の名で呼ばれ、聖エレサリス教では第1位：熾天使の位階に置かれる。
風総べる女王《風神イターカ》
風統べる女王と呼ばれる外宇宙の邪神の1柱。一陣の風と共に、あらゆる星間と次元を超えて渡り歩く、旧時代の支配者の1柱であり、時渡る狂気と暴威、風によりて永劫を引き裂きし者として、三千大千世界の終焉と終末を約束する。虚空の隙間から、爆発的な指向性を持った“空間の歪み”のような超威力の“黒い風”を放つ
誇り高き輝く者《金色の雷帝》
稲妻の線によりて身体を編まれ、誇り高き輝く異形の巨人と形容される外宇宙の邪神の1柱。
荒ぶる紅蓮の獅子《炎王クトガ》
無限熱量に荒ぶる紅蓮の獅子とされる外宇宙の邪神の1柱。
虚無に嗤う道化《無垢なる闇》
外宇宙の邪神の1柱。その神性は"這い寄りし恐怖"、"貌無き邪悪"、"宵闇の男"、"混沌の獣"、"嘆く暗黒"とされる。善悪概念の無い無色の暴威と形容される邪神達の中で、意思を持って人を破滅に導く唯一無二の邪神。全宇宙、全世界、全知的生命体の敵とされる。
《大いなる九頭龍》
外宇宙の邪神の1柱。触手のある頭足類のような頭部、四つの眼球、コウモリの如き翼を持ったドラゴンのような邪神。とある世界における軍事国家の最終兵器として召喚され、その世界を完膚なきまでに破壊し尽くした。
《猟犬》
外宇宙の邪神の1柱。鋭角から鋭角へと時と空間を超えて駆け回る異形の怪物。
正体不明の謎の神性《神を斬獲せし者》
作中世界における外宇宙の邪神が善悪概念の無い無色の暴威とされる中、人に寄り添うと言及された唯一の神。あらゆる世界、あらゆる時代を超えて人のために戦い続ける"正義の魔法使い"。人の身で神の領域に到達し、ありとあらゆる邪悪なる邪神達と戦い続ける謎の神性。原初特異点零、宇宙開闢の時よりエントロピーの極限界たる宇宙終焉の時まで、全ての次元において人のために戦い続ける最も古き神の1柱。

### その他の人物
ライツ＝ニッヒ
「魔導探偵シャール＝ロックの事件簿」「狂王の試練」など、多くの著作を残した幻想小説作家。故人。
子供の頃に書いた小説が世に出ることを恐れ、それが家族によって寄贈された学院の付属図書館に幽霊としてとどまり、小説に近づく者を驚かして撃退していた。しかし、システィーナの小説を読んで「下には下がいる」ことを実感すると、安心して成仏した。
ギリアム＝ウォーラス
緑の国タリーシンの代表選手団のひとりである、樫の学舎のドルイド僧。大自然を操る緑の魔術の使い手。大会出場者最年少の14歳だが、ジャイルを上回る凄まじい威圧感の大男であり、歴戦の荒武者のような凄みを放つことから、グレンやイヴは監督だと勘違いした。
1回戦でガルツに敗れ、相手のメイン・ウィザードであるフレデリカのファンになる。
フレデリカ
工業国家ガルツの代表選手団で、メイン・ウィザードを務める小柄な少女。ガルツ魔導工専の生徒で、次世代の魔導士装備として研究される魔力駆動式外装鎧「ブルー・レクス」を装備して戦う。
1回戦ではタリーシンの緑の魔術をものともせずに勝利するが、2回戦のレザリア王国には法力の圧倒的火力の前に完敗し、魔力駆動式外装鎧も大破してしまう。
アルフレッド＝セリタリー
セリア同盟の代表選手団でメイン・ウィザードを務める大魔術ギルドの学生。見た目は茶髪で軽薄そうなボンボンだが、目には聡い光と思慮深さが感じられる好人物。
1回戦で当たったレザリアとの戦力差を見抜いて勝負に見切りをつけ、仲間に護りのルーンを施して再起不能級の負傷を避けながら上手く負けた。その後は決勝でレザリアと戦うであろうアルザーノ帝国代表に、棄権も視野に入れるべきだと忠告している。
ステンナ＝ルイセン
聖暦前4000年頃、タウムの天空神殿の巫女長を務めていた女性。空間系魔術に関しては史上稀に見る大天才であったとされ、魔王を裏切ってセリカ達の味方につき、魔王のいる《嘆きの塔》を突破するために天象儀装置と《星の回廊》を作り上げた。
イーヴァ＝イグナイト
聖暦前4000年の世界の魔都メルガリウスで、冤罪で処刑されそうになっていたところをグレン達に助けられた10歳の愚者の民の少女。後のイグナイト家の先祖と考えられ、イヴと同じ炎のように赤い髪と紫炎色の瞳が特徴的。貧弱な愚者の牙でアセロ＝イエロに立ち向かうグレンに感化され、他の民衆と共に魔人の注意をグレンから逸らして反撃の機会を作った。アセロ＝イエロとの戦いの後、疲弊して気絶していたグレンを魔術で治療し、グレンが目覚めた後に民衆の決起を説明し感謝の言葉と共に彼のようになりたいという夢を語る。別れの時に自分の名前をグレンに名乗る。

## 用語

### 国家
アルザーノ帝国
北セルフォード大陸の北西端に位置する帝政国家。シルヴァスノ山脈以南は『海洋性温帯気候区』に分類され、過ごしやすい気候である。国土は南部のヨークシャー地方、帝都を抱える北部のイテリア地方、レザリア帝国に国境を接する東部カンターレ地方、北西部の湖水地方リリタニア、その他北東部のスノリア地方などの辺境小地方に分かれている。旧古代前から後期（聖暦前8000から4000年）前後に超魔法文明が存在していた場所だとされ、各地に遺跡や碑文が残されている。
魔導大国として知られ、領土はさほど広くないが、進んだ文明と優れた魔道技術・工業技術を国家の主幹とし、国全体が王家を中心に一致団結して高い政治力を持つ。最も規模・運営資金・生徒数が大きい、アルザーノ帝国魔術学院・聖リリィ魔術女学院・クライトス魔術学院の3つは帝国三大魔術学院と呼ばれ、その他にも小さな魔術学院や私塾、ギルドが存在する。一昔前までは後世のために絶対に血を残さなくてはならない魔術師には、重婚に対してわりと法律が寛容であったが、現在のアルザーノ帝国では禁止されている。
王家の始祖はレザリア王国王家の系譜に連なるため、レザリア王国との間で統治権をめぐる対立があり、帝国正教会によって統治正当性が保証されている。現女王と12名の会員による「円卓会」が事実上の最高決定機関として存在する。宗教国家レザリア王国の侵略併合行為や天の智慧研究会によるテロ行為に悩まされ続けているほか、帝国政府内でも国軍省や強硬派議員からなる「武断派」と魔道省や穏健派議員からなる「文治派」との諍いがあるなど多くの問題を抱えているが、それでも歴代の尽力によって強勢と繁栄を誇っている。
40年前の「奉神戦争」で経済が乱れ、多額の負債を抱えて領地経営を破綻させた貴族たちの多くは、王家の中央集権化政策に便乗して領地を奉還し、領地貴族から宮廷貴族へ、領主から代官へと鞍替えした。一方、建国以来王家に忠誠を尽くしてきた古参の大貴族のうち、卓越した領地経営手腕で財政難を克服し領地を守りきった者もまた多い。
貴族達による国家運営への干渉が激しく、特に治安部門は上層部と繋がりの深いイグナイト家によって牛耳られている。実は職員達の制服の徽章は全てイグナイト家によって魔術的な工作がされており、治安関係に関係する情報は全てイグナイト家に筒抜け状態になっている。玉石混交の情報も存在するが、これによって帝国を支える功績のほとんどはイグナイト家が独占する状況となってしまっている。
秘匿された真実として遥か昔に滅ぼされた《空の天使》レ＝ファリアを【マグダリアの受胎儀式】で修復するため、魔王が初代国王タイタスとして作り出した儀式場であった。魔王の呪いによって王家はほぼ100%女児が生まれ、タイタスを除く歴代全ての王が女王で、しかも王配はタイタスと同じ「魂紋」を持つ存在、すなわち魔王の転生体で、「近魂相姦」を繰り返している。つまり、有史以来繰り返されてきた天の智恵研究会との闘争は盛大なマッチポンプでしかない。
フェジテ
帝国南部のヨクシャー地方に存在する、帝国魔術学院と共に発展した大陸有数の学究都市。現在では帝都に次ぐ帝国第二の繁栄を誇る。学院と学生寮などの学生街がある「北地区」、中産・労働者階級に属する一般市民が居を構え工業地区も含む「西地区」、資産家・貴族・魔術師といった上流階級が住む高級住宅街の「東地区」、商店街・繁華街・商館・倉庫街・ブラックマーケット街からなる経済の中心となる商業街の「南地区」、行政庁・警邏庁・労務庁・帝国銀行支部などの重要公的機関や聖カタリナ聖堂のある「中央区」の5つの区画で大まかに分かれている。
元は片田舎の小さな町でしかなく、時代の変遷とともに何度も区画整理と上下水道整備を行ってきたという経緯があるため、地図にも乗らない旧下水道が埋めきれずに残っていることがある。周辺は土地の霊脈の関係で鉄道を引くことができないので、到達には馬車が必須。
アルザーノ帝国魔術学院
およそ400年前に時の女王アリシア3世の手で創立された国営魔術師育成専門学校。古代魔法文明最大の遺跡である、地下迷宮こと《嘆きの塔》の真上に建造されている。国内に4つある魔術学院の中でも最高峰の魔術を学べるとして近隣諸国でも有名。年度課程は前学期と後学期の2つに分かれており、その間の長期休暇として1ヶ月の秋休みが差し挟まれている。4年制で、一般的に14、5歳で入学する。1クラス40名で1学年に10クラス。1853年度前期時点での生徒は全校で1624名で、修士生や博士生を含めると1800名ほどが在籍する。学生街に寮がある。
一昔前まではごく一部の上流階級の子女しか入学が叶わなかったが、政府の富国強兵政策と実力主義により、奨学金や特待生の制度などが整備され、現在では家格や階級問わずあらゆる層の生徒たちが混在している。選ばれたエリート気質の者が多いせいか、仲間意識と排他意識が特に強い。
行われる授業は受講料が授業料に含まれる必修授業と専門講座の2種があり、さらにもう1つ、高額の受講料を支払って学ぶ「特別講座」が自由開講される。中産・労働者階級は特別講座を受講するのが難しいという問題があったが、生徒会の働きで試験通過者に対して受講料半額を学院に確約させ、平等な機会が与えられるようになった。重要な試験や単位を落とした場合、追試監督役は必ず生徒とは別のクラスの担任教師が担当すると学則で定められている。
女生徒は男性とは異なり、その生来の外界マナに対する親和性の高さを伸ばすため、魔術の習熟初期段階では薄着で過ごすことを推奨されている。それ故、女子はへそが出ている制服を着用している(冬服もあるが登場は18巻のみ)。しかし、普段着用している制服やローブには、身体回りの気温・湿度調節魔術ー黒魔【エア・コンディショニング】が永続付呪されている。そのため、見た目以上に夏は涼しく冬は暖かい、とても便利な代物になっている。
魔術競技祭
年に3度開催される学院生同士による技比べで、4年次生以外が同学年同士で対戦する。生徒の応用力を試すため、「決闘戦」やいくつかの例外を除き毎年競技を変える。優勝クラスの担当講師には特別賞与が与えられる。昨今では実力のある生徒のみが競技を掛け持ちする傾向にある。
遠征学修
学外の魔導研究施設を訪ねる2年次の必修単位の一つ。授業進行状況や受け入れ先との兼ね合いから各クラスごとに別々の時期・場所で行われる。
社交舞踏会
帝国魔術学院の伝統行事の一つ。在校生のみならず、他校生や卒業生、政府高官や地方貴族に女王陛下まで参加することがある大規模な催し。男女のカップル（厳密には同性のペアでの参加も可）で参加するダンス・コンペも行われ、優勝者には賞金の金一封と妖精が織り上げたという永遠の美しさを保つドレス『妖精の羽衣（ローベ・デ・ラ・フェ）』を着てフィナーレ・ダンスを踊る権利が与えられる。『妖精の羽衣』を勝ち取った男女は将来永遠に結ばれるというジンクスがあり、毎年のように恋人達は全力でコンペに挑む。
裏学院
アリシア3世が次元の壁を越えた異空間に作ったといわれる広大な区画。魔術学院の更なる発展を願って作られたものとされるが、アリシア3世の崩御と出入りに必要な『鍵』の喪失でアクセス不能となり、凍結・破棄された幻の校舎となっていた。のちにマキシムが24冊目の「アリシア3世の手記」を発見し、鍵として《開門》させられるようになった。『門』をくぐるとランダムワープで校舎内のどこかに配置される。
その正体は「Aの奥義書」を完成させるための邪悪にして巨大な儀式場。「Aの奥義書」の上位権限で「特異法則結界」という異界の内部を通常の世界法則とは異なるルールで支配する魔術により、内部で徘徊する本の頁でできた人型の「本の怪物」が触れた相手を本へと変えていく。更に「Aの奥義書」の極端な弱点である炎を封じるため、内部は火遊び厳禁（炎魔術による攻撃等）というルールが定められ、それを破ったものは無条件本化の後に裁断の刑にされ、復活できなくなる。

ブラックマーケット街
フェジテ南地区商店街のさらに奥の奥に広がる場所。雰囲気は雑然としていて、休日は多様な階級の老若男女がごった返している。政府の統制を外れた独自の市場経済原理で運営される完全に非合法市場だが、フェジテの労働者階級層の生活に密着している部分もあるので、魔導監察官でも潰すに潰せず、事実上の黙認状態にある。滅多に市場に出回らない貴重な魔術触媒や魔術品、絶版になった本が売られていることもあるため、掘り出し物を探しに来る者も多いが、「騙されるのが悪い」という暗黙の了解が存在するため偽物も横行している。なお、ルチアーノ家の自警団が警備しているため治安は悪くない。
メルガリウスの天空城
フェジテを象徴する空の城。超古代文明の残滓とも神の御座ともいわれ、伝説ではこの世界全ての叡智が眠るとされる。いつから浮かんでいるのかは不明で、5,000年前に描かれた壁画にもそれらしき記録が残っている。この城に執心する魔術師たちをメルガリアンと呼ぶ。
また、この城の謎に迫る者たちの中には失踪したり変死するものが不自然なほどに多い。
ロランによれば「禁忌教典」に至るために魔王ティトゥスが建造した巨大魔術儀式施設であり、後にアリシア3世の研究で《門の神》と交信することが目的であると判明している。

シーホーク
フェジテの南西にある、ヨクシャー地方の玄関口にあたる港町で重要な交易拠点。
サイネリア島
霊脈の関係で一年中温暖な気候の、帝国有数のビーチリゾート。本土とは植生が異なり、広葉樹が生育する。
帝国白金魔導研究所
サイネリア島内に建造された白金術の研究所。その特性上新鮮な生命マナが必要となるため、施設内は『水の神殿』のような形になっている。

帝都オルランド
アルザーノ帝国北部イテリア地方に存在する首都。フェジテ以上に発展した都市であり、観光地や学術機関も多い。人口は50万人ほど。さらに駅馬車による交通網に加え、北部の主要都市間は蒸気機関車の路線で結ばれている。
1853年グラムの月13日、《最後の鍵兵団》の死者の軍団によって壊滅、25万近い市民が犠牲になる。
業魔の塔
帝国宮廷魔導士団の本部としてオルランドの郊外に築かれた、天を衝くような5つの巨大な塔からなる建造物。施設の命名は、過ぎた力は身を滅ぼすと戒めた帝国宮廷魔導師団創設者兼初代団長の意を汲んだもの。塔は1年勤めても迷うほど複雑な階層構造になっている。
刻隔ての間
《業魔の塔》内部に設営された魔導士の修練場の1つ。内部は特殊な異界空間となっていて、異界内で過ごす7日が外界での1日になるよう時間の流れ方が変わっており、肉体的な年齢も1日分しか取らない。内部はとても広く、修練や研究開発に必要な設備・道具も揃っており、短期間で己が力を高めるにはうってつけ。ただし、外界時間感覚で合計1年以上の時間を過ごせば、生じた時間の矛盾に、精神と霊魂が崩壊する危険性がある。

クライトス魔術学院
帝国西部クライトス伯爵領にある私立の魔術学院。設立は40年前の「奉神戦争」まで遡り、クライトス伯爵領の経営難を解消する起死回生の策として、アルザーノ帝国魔術学院で学んだ一流魔術師であった当時のクライトス家三男が、恵まれた特殊霊脈や先々代当主が保有していた大量の魔導書や魔法遺物を活用する形で運営を開始。帝国魔術学院にない独自性を持っていたことで国から助成金が降り、経営が黒字になった後も徐々に規模や業績を伸ばし、今や帝国内で第2位の魔術学院にまで登りつめた。
一方で、クライトス伯爵領を経営する本家と、魔術学院を創始した三男に連なる分家との対立が激しいという問題を抱えている。
聖リリィ魔術女学院
イテリア地方から北西へ進んだ湖水地方リリタニアにある私立の魔術学院。四方を山や森、湖に囲まれているという外界から隔絶された立地、そして男子禁制という制度が、変な虫を嫁入り前の娘につかせず、安心して預けることができる天然の箱庭として、上流階級の子女御用達の全寮制お嬢様学校。校内には帝都につながる鉄道列車の駅も存在する。
貴族や富豪などの上流階級層が援助する潤沢な資金を運用できることから、徐々に規模と業績を伸ばしている。しかし、閉鎖された環境下であること、実家からの圧力を強く受けていることなどから、学生間の派閥争いがあまりに激しく、授業にも影響を及ぼすほどに深刻化している。また、自分達が実家の道具に過ぎず、決められたレールの上を歩いているだけであることに強い不満と閉塞感を感じている者が非常に多い。
蒼天十字団の関係者である学院長マリアンヌが学生を洗脳し、自身の野望のためリィエルの拉致を企てた事件によりこれらの問題が取り沙汰されることとなり、新たな学院長が派遣され、校風の改善に動くことになる。事件後は二大派閥も融和ムードとなり、互いに切磋琢磨するための前向きで積極的な交流が図られるようになった。
白百合会
女学院最大派閥。規律と伝統を重視する、最も歴史の古い派閥。しかし授業中に朝のお茶会を開いたり、授業をサボり家庭教師によるお勉強会を単位として学院に認めさせ、それに従わないものを悪とするなど、秩序を重んじているとは思えない言動の方が多い。
黒百合会
白百合会の次に大きな派閥。自由を尊ぶ革新派の新興派閥。授業中にゲームに興じるなどの、自由を履き違える行為を取る。

スノリア
イリテアの北東、リリタニアの東にある、北方山岳地方とも呼ばれる辺境小地方の1つ。敷地の8割以上が永久雪山と呼ばれるシルヴァスノ山脈と盆地で占められる高山帯。北方に存在する、北海と呼ばれる広大な氷海と、『白の大氷原』と呼ばれる北の最果ての前人未踏領域から、霊脈の関係で押し寄せる極寒の気団を山脈が一身に受け止めているため、年中が雪と氷に覆われた『山岳性氷雪寒冷気候区』に属している。また、霊脈の関係で帝国内ではこの地方でしかオーロラを観測することはできない。
遥か大昔、地方一帯は白銀竜と呼ばれる竜の神様が加護してくれたおかげで、平和で豊かに暮らせていたという伝承があり、これが現在まで白銀竜信仰として根強く残っている。スノリアの守り神だった心優しき白銀竜は、悪しき魔王に敗れ心臓に『悪の鍵』を刺されて暴虐の限りを尽くしたが、本体から分かれた白銀竜の『善き心』の化身と契約した正義の魔法使いによって倒されたと言われている。
ほんの一昔前はとても観光どころじゃない閉鎖的な環境の閉鎖的な辺境の田舎町だったが、最近は鉄道を敷き、地方伝統の『銀竜祭』を中心に雪山景勝地巡りや雪像コンテスト、スキーやスケート場などの各種イベントや設備を整えて、近隣諸国でも話題に上る帝国でも有名な観光地となった。
ホワイトタウン
現在スノリアで最も発展した地方都市。四方を渓谷と山岳、氷湖に囲まれた盆地に存在する街であり、スノリアで唯一、鉄道列車駅が据えられたスノリアの中心地。鋭角的な三角屋根の煉瓦造りの建物が起伏に沿って並ぶ、上下に立体的な街。
銀竜祭
スノリア地方に伝わる伝統行事。スノリアに根強く残る白銀竜信仰に根ざしたものだったが、今では単なる観光事業の一環となっている。秋の時期に盛大に行われる。
祭りの開会式で供物を《竜の祠》に納める儀式は巫女がその身を賭して荒ぶる神竜を鎮めた人身御供の暗喩だと言われ、奉納舞踊『白銀竜と魔法使い』の伝承は『メルガリウスの魔法使い』の原典の1つで第7章のモデルであるともされている。
クリスタルレイク
ホワイトタウンを越えた盆地に位置する広大な湖。秋以降は完全な氷湖と化し、時間をかけて自然成長した限りなく純粋な氷柱が見る者を圧倒する神秘的なオブジェを作り出す。秋の一時期、氷の湖面は鏡面化現象によって銀天の星空を写しだし、この場所でしか見ることができない。この光景は『氷銀河』と呼ばれている。

封印の地
とある古代遺跡を利用して作られた、国民が触れてはいけない、手を出してはいけないあらゆるモノを、まとめて封印・管理しておく闇と混沌のゴミ溜め。国家を揺るがしかねない極秘情報、禁忌の秘術に魔導書、禁断の魔導器、禁呪に手を染めた外道魔術師、魔術犯罪者、人の手に負えない魔獣といった、忌避と禁忌の概念をより集め、煮詰めている。帝国最大の魔境にして魔窟であり、内部は一種の呪いと化して1つの異界を形成し、忌避の概念が自然に受肉して生まれた魔物や魔獣が跋扈しているため、並みの人間が踏み込めばただでは済まない。
王家の血と、国の真なる成り立ちに関する秘密が、王族にすら到達しえない深層領域の一つの真理の間に隠されており、本当に限られた人間だけがそこに迎え入れられる。
竜の背骨
アルザーノ帝国とレザリア王国を隔てる、山脈が連なる高標高地の通称。一帯は土壌が石灰質で、気候と霊脈の関係で緑が少なく、荒れた岩肌と岩山に、背の低いシダ植物や苔が群生している。
マレス
東部カンターレ地方に広がる古代の遺跡都市。人里を遠く離れた“竜の背骨”の山間地域に位置しており、四方を絶壁のような山々に囲まれ、あまりに辺境すぎて人は誰も住まず都市機能も何一つない。“復活の神殿”の通称で呼ばれる台形型の巨大な石造りの神殿を中心に、塔や住居、石造りの建物達が無数に並び、路地は迷路のように複雑に入り組んでいて、地下水脈を利用した区画を区切る用水路だけは今も水の流れをたたえている。通常の古代遺跡とは異なり『霊素皮膜処理』が為されていないため、建物はどれも苔むして風化し、崩れかけている。都市内には土に還らず化石化した住民の白骨遺体が無数に散らばっている。

城塞都市ハノイ
レザリア王国に対する東の守りの要の1つ。周辺を険しい山岳と巨大な城壁に囲まれた、攻めるに堅く守るに容易い重要拠点で、帝国東部カンターレ方面軍第二師団・第三駐屯兵団が守る。霊脈の中心地は、かつての領主の居城で今は観光用の廃城となっているシュトレイヌ城の下にある。

レザリア王国
アルザーノ帝国と北セルフォード大陸の覇権を争う国家。北セルフォード大陸の北部、アルザーノ帝国に対して“龍の背骨”を隔てて東側に位置する。
広大な国土を持ち、国土面積では帝国の3〜4倍で、セントヘレス、エノキア、アルフスタ、カラート、ハンベリー、ドラクロス、教会領イエリアルの7領からなり、北方は亜寒帯、南方は温帯の気候区に属する。広大な領土を利用した第一次産業を国家の主幹とする。
国教はエリサレス教カノン派（旧教）で、国民の冠婚葬祭に深く浸透し、強固な信仰基盤を作り上げている。国家の体裁は、王と地方領主の関係が、統治権の保護と主君への忠誠の関係で結ばれた伝統的封建制度を取っているが、宗教戦争で併合した様々な人種を聖エリサレス教によって統一した背景から、実態は旧教を統括する聖エリサレス教会教皇庁が強大な権力を持ち、王家や地方領主の政務を監督・代行する、事実上の中央集権的宗教国家である。
人口でも帝国の3倍に達する大国であるが、信仰を重視するあまり、無茶な鎖国、国交断絶、宗教浄化政策、戦争政策を長年取り続けたことで、国家としては最早完全に行き詰まりつつあるほどに疲弊しており、王家や領主達には権威も統治能力もなく、教会の権威にも限界が見えつつある。元々バラバラな国民から不満が噴出しつつあり、アルザーノ帝国を適度な敵と定めて味方を纏めようとしており、露骨に武力を背景とした外交戦略をとっていることから第二次奉神戦争の勃発が危惧されている。
“唯一概念神”への信仰を強要してきた裏で、軍事戦略的切り札として“外宇宙の邪神”を招来できるカーディス家を「信仰兵器」と称して密かに囲っている。この秘密は徹底的に隠されており、手を出したロランは火刑に処されている。
実はアルザーノ帝国の敵として魔王が作り出した国家であり、王家はアルザーノ帝国王家からの傍系派生である。
聖都フォルネリア
教会領イエリアルの首都。中央には世界最大級の教会堂建築にして、教皇庁の総本山である聖フィリポ大聖堂があり、礼拝議事堂では最高決定機関である枢機卿会の首脳会議などが行われる。

セリア同盟
北セルフォード大陸南東部に存在する自由都市国家連盟。自治権を持つ様々な文化・政治形態の都市国家がひしめき合い、1つの連合国家を形成している。
自由都市ミラーノ
セリア同盟の中で一際大きな力を持つ都市。アルザーノ帝国から南東、レザリア王国から南西に位置する、東西交易の主要中継点として栄えてきた歴史を持ち、帝国と王国を間接的に中継する政治的緩衝地帯であると同時に、旧教と新教が入り混じる宗教的緩衝地帯でもある。200年前の魔導大戦の最終決戦地となったという歴史的な背景から、伝統的に魔術祭典の開催会場となってきた。
文化交流点ということから世界有数の芸術都市になり、都市をあげて芸術家たちを保護・活動を奨励しているので、街並みは華やかに洗練されている。世界有数の遺跡都市としても知られ、数多くの古代遺跡が眠っている。そして、宗教的緩衝地ゆえに聖堂や寺院が非常に多い。

タリーシン
緑の国と呼ばれる自然と共に生きる平和主義国家。ドルイド僧が樫の学舎で学ぶ、大自然を操る緑の魔術が特色だが、本来は戦闘向きではない。

ガルツ
工業国家。ガルツ魔導工専では、世界最高峰の魔導工学の粋を尽くした魔導傀儡と絡繰兵器の製作技術が特色で、アルザーノ帝国では研究がお蔵入りになった魔力駆動式外装鎧が実用化されている。

### 組織
帝国宮廷魔導士団
帝国宮廷魔導士団特務分室
アルザーノ帝国国軍省管轄の、帝国宮廷魔導士団の中でも魔術がらみの案件を専門に対処する部署。最大人員は22名で、それぞれに大アルカナにちなんだコードネームが付けられる。室長は代々イグナイト公爵家の者が務めるのが慣例となっている。
完全に実力主義なので、過激な者や頭の壊れた者も時に入室する。様々な魔術絡みの案件を専門に扱う部署なので、“全てが高次元に優れている”スーパーオールラウンダーか、“何か一つが凄まじく尖っている”変化球でないと使い物にならず、“普通に優れている”程度の人材は必要とされない。
裏の最強部隊として憧れている士官も多いが、公には出来ないような汚れ仕事や裏仕事ばかりを担当する。その上、回ってくる仕事は全て危険な超難度なので、人員の損耗率が異常に高く欠員も頻繁に出るため、現在は特に空席が目立つ。
帝国宮廷魔導士団第一室
帝国軍の中でも精鋭中の精鋭として知られる表の最強の部隊。直接的な荒事・戦闘行為を行わせれば、右に出る部隊はないとまで言われている。
王室親衛隊（ロイヤルガード）
女王陛下と王室を直接守護する、帝国軍最大の“選ばれた”部隊。第一室と並んで最強部隊の一角とされる。
蒼天十字団（ヘヴンス・クロイツ）
アルザーノ帝国魔導省の特別裏予算枠である、極秘魔術研究機関。「Project:Revive Life」や「Project:Frame of megiddo」などの禁呪法を、女王陛下にすら極秘で今も研究開発し続けている帝国魔術界の最暗部で、一般には都市伝説レベルのものと考えられている。文治派の元、特務分室を擁する国軍省との政治抗争を有利に進めるために存在しており、帝国の一部署でありながら天の智慧研究会とは古くから協力関係にあるとされ、帝国が常に研究会に出し抜かれる一因となっているため、国家の病巣のような部署である。
後に運営者のアンドリュー公爵が逮捕時に死亡したことでイグナイト家に接収される。【英霊再臨の儀】に必要な「パラ・オリジンエーテル」の確保に成功した後で不良債権として切り捨てられ、一斉検挙により壊滅する。
魔導技術開発局
実働・戦闘任務を行う中央十室や特務分室と異なり、帝国宮廷魔道士団の軍用魔術や各種魔術装備の開発を行う後方支援部署の1つ。
帝国軍士官候補学校
将来の帝国軍の中核を担う優秀な魔導士官達を育成する、アルザーノ帝国の公的機関の1つ。過程は通常3年で、様々な訓練や任務に従事する。入学可能年齢は、特別過程は12歳から、一般過程は16歳から20歳まで。将来、軍関係者になることが決まっている魔導武門系貴族の子女は、幼少期から特別過程に入学することが多い。生徒の軍階は「従騎士」だが、卒業後は「正騎士」となる。卒業試験の一環として、帝国各地に駐屯する各種帝国軍師団や部隊に一定期間所属し、一兵卒として現場の軍務に従事する「遠征実習訓練」を行っている。

天の智慧研究会
政府と敵対するアルザーノ帝国最古の魔術結社。魔術を極めるためならば何でもするような外道の集まりで、組織に所属する優れた人間こそが世界を導くべきでそれ以外の人間は家畜にすぎないという考えを持つ。
組織の最高指導者であるフェロード＝ベリフは【大導師（ヘヴン）】と呼ばれ、創設者にして最古参である彼と【神殿の首領】パウエル＝フューネの2人のことを指すと言っても過言ではない。第三団《天位》（ヘヴンス・オーダー）、第二団《地位》（アデプタス・オーダー）、第一団《門》（ポータルス・オーダー）といった位階があり、第二団以上のものを内陣（インナー）と称する。また、外部からの入会希望者を参入志願者（プロベイショナー）と呼ぶ。さらに高速武器錬成術《隠す爪（ハイドゥン・クロウ）》を使う掃除屋（スイーパー）と呼ばれる暗殺部隊を擁しており、この危険な術を習得した弊害で組織の命令を忠実に実行するだけの廃人がほとんどを占めている。下っ端のチンピラ程度の構成員であっても大導師に対する忠義は非常に厚く、その異常なまでの忠誠心は洗脳の域にまで達している。『Project：Revive Life』成功と前後して、ルミアの「確保」を目的とする『現状肯定派』とルミアの「殺害」を目的とする『急進派』の2派閥に別れるようになる。
組織には謎が多く、第三団以上の存在は都市伝説のような扱いを受けている。特務分室の激しい追及にもかかわらずまるで尻尾を掴ませていないことから、帝国中枢部になんらかの強いつながりを持つのではないかと推測されている。
その正体は肉体を失った魔王ティトゥス＝クルォーが《継魂法》を使って禁忌教典を再び手に掴むために創った組織で、アルザーノ帝国やレザリア王国の建国にも関与している。
禁忌教典（アカシックレコード）
研究会との抗争の中でたびたび現れる謎の言葉。全知全能の真理であるとされ、ジャティスによれば「世界の全ての理を支配する力」とのこと。
その正体は《原初の魂》であり、魔術師としてこれに触れる行為に幸福を感じない者はおらず、盲目的な従順か自我崩壊を引き起こす。

銀竜教団（S・D・K / シルヴァー・ドラゴンズ・クラン）
スノリア地方の土着地方宗教である白銀竜信仰の最右翼宗教系秘密結社。辺境特有の排他的性格を持つ。本部はシルヴァスノ山脈の山中にある銀竜神殿と呼ばれる古より伝えられる秘奥を実践する者たちの祭壇で、白銀竜将ル＝シルバを封じた『永久氷晶』という呪氷を安置している。テロリスト集団ほど悪質ではなく、過激で迷惑なプロ市民団体という扱いで、都市の警邏隊が対処するような組織。幹部構成員のほとんどは年配で、若輩者が神聖な『銀竜祭』を商業利用することが許せず、祭りを中止するよう求める行動を取る。幹部は教団内の権威と地位を護ることばかりに執心し、人々に竜の教えを一方的に押しつけ、お布施を要求するばかりで寒村にパンの1つも配るようなことはしないため嫌われているが、最近では若者の中にも思想に同調する者がいる。
「天の智慧研究会」の支援を受け数千年来の野望を実現させようとしていたが、結局は研究会に使い潰され、白銀竜将ル＝シルバの復活の儀式で教団員全員の命を搾り取られ壊滅する。

第十三聖伐実行隊（ラスト・クルセイダース）
聖エリサレス教会教皇庁聖堂騎士団が誇る、最強の処刑部隊。教会に仇為す異端者、悪魔、不死者を、片端から刈り尽くすという絶殺機関。隊員がたった2人でありながら、何百、何千騎からなる他の部隊を押しのけて最強最悪の切り札（ラスト・カード）と噂され、人を超えた圧倒的な武は、帝国宮廷魔導師団特務分室をも上回るという。“13”は神の子を裏切り処刑に追いやった第十三使徒ユーダの数字であることから、エリサレス教では究極の忌み数とされ、ゆえに邪悪な“13”を冠する部隊は公式には存在しないことになっている。実は聖堂騎士団に名を連ねながら、教皇の認可で司祭枢機卿が動かす独自の実行部隊という、全く性質の異なる部隊である。

聖キャロル修道院
非公式な武装修道院。異能者狩りを密かに行っている。
レオスに化けたジャティスがシスティーナへの脅しとして口に出した。

### 魔術
魔術
『原初の魂』が最初に発したという、「原初の音（オリジン・メロディ）」に近いとされる暗示特化専用言語であるルーン言語を用いて深層心理を変革することで世界法則に介入する技術。肉体と精神を扱う「白魔術」、運動とエネルギーを扱う「黒魔術」、元素と物質を扱う「錬金術」、使い魔などを呼び出し使役する「召喚魔術」がある。また、生命そのものを扱う白魔術と錬金術の複合術を「白金術」という。
魔術師には下から順に第一階梯（ウンデ）、第二階梯（デュオデ）、第三階梯（トレデ）、第四階梯（クアットルデ）、第五階梯（クインデ）、第六階梯（セーデ）、第七階梯（セプテンデ）の7段階の位階が存在し、第三階梯が学院卒業資格程度、第四階梯が平均的な魔術師が至る最高階位であり、第五階梯は天才、第六階梯は超天才、第七階梯は人外と評される。職業軍人としての魔術師は「魔導士」と呼ばれる。なお、遺跡調査などで人員を募集する場合第三階梯以上の者には賃金が発生するという規定がある。
文字通り汎用性の高い「汎用魔術」と、「魂の在り方（魔術特性）」を術式に組み込む個々の魔術師によるオンリーワンな「固有魔術（オリジナル）」の2つに分類される。固有魔術の方を重要視する風潮があるが、汎用魔術は幾多の優秀な研究者によって改良・洗練・最適化され続けた高品質な完成品であり、それを一人だけで何らかの形で乗り越えなければならないため時間と金の浪費になる可能性の方が高い。汎用魔術は本来3節ほどの呪文を詠唱することで発動できる。呪文の区切り方を変えることでその効果まで変化させることができ、それにはある一定の法則が存在している。腕のいい魔術師は略式の詠唱が可能だが、もともと3節詠唱で最も効率が良くなるように改良され続けた結果が教本通りの呪文であり、どのような形であれ呪文改変を行えば魔力変換の効率は低下してしまう。
魔術師は、呼吸や生命活動で外界マナを肉体へ内界マナとして蓄積し、内界マナを魔力操作によって魔力へと昇華させて魔術を行使する。肉体という器に対するマナの蓄積限界量を魔力容量（キャパシティ）、マナから練った魔力の濃度や質を魔力濃度（デンシティ）といい、魔力容量が大きいほど多くの魔術を使用でき、魔力濃度が高いほど呪文の威力が高くなる。一流魔術師の水準は、魔力容量が約3000で魔力濃度が約150、10代半ばの学生であれば、魔力容量が1300〜1400で魔力濃度が50〜60が平均。魔力容量には顕在魔力の他に、自分の意思では操作できないが容量上限としてはある潜在魔力が存在し、それが伸び代として顕在化することで一気に魔力容量が増大する例はある。一般的には、男性は内界マナを魔力に昇華させる魔力濃度に優れ、女性は外界マナを内界に取り込む魔力容量に優れているとされる。「魔術という蒸気機関を動かす質の良い燃料をどれだけ持っているか」とも例えられ、あくまで力の指標の1つであって実力に直結するわけではなく、超一流の魔術技巧の持ち主でも数値が平凡な者は何人もいる。
その恩恵は一般人に還元されないために、産業革命前ごろと同程度まで科学技術も進歩しており、蒸気機関などもすでに開発され普及し始めている。ただし、貴族が教養の1つとして学んでいることも多く、上流階級や比較的裕福な有産者も魔術という存在そのものには慣れている。
なお、古代人たちが行使していた謎の力は近代人にとっての「理解できない力」で、理論的な説明が不可能であるため、「近代魔術（モダン）」に対して「魔法」あるいは「古代魔術（エインシャント）」と称されている。

原初の魂
この世界であらゆる存在に先んじて発生した最初の「一」。魂の輪廻転生経路たる「摂理の輪」の回起点にして、人の全ての記憶が回帰する集合無意識の第八世界（八次元世界）《意識の海》の最深中心点たる生命体の根源である。
また、アリシア3世の研究によれば、世界は多次元分枝宇宙で、「原初の魂」から発生した「次元樹」に生える枝の1本に過ぎない「分枝世界」であるという。なお、次元樹は無数の異世界を内包する七次元世界にあたり、人間が知覚できる三次元世界との間には、時間の頸木を超えた四次元世界、“可能性”を特異点として分岐した並行世界の五次元世界、異なる進化を遂げた異世界である六次元世界がある。
次元樹の特異点理論
歴史は滅多なことでは変化せず、多少の枝葉の分枝は歴史が本来の流れへ容易に呑み込んでしまう。だが、後の歴史が大きく変動する分岐点（ターニングポイント）は存在し、とある行為や事件によって次元樹が大きく枝分かれし、ifの世界=並行世界線が生じるきっかけになる点を特異点と言う（例：魔王と正義の魔法使いの最終決戦）。特異点上においては、その先に分枝する未来は確定しておらず、どちらも等しく「存在しないし、存在する」という状態になり、その理論のことを特異点理論という。
魔術特性（パーソナリティー）
「一」から発生した全ての魂に生まれながらに与えられた「在り方」であり、魔術に多大な影響を与えるとされるもの。どんな概念から発生したのかを示す「α概念」とどんな方向性を持つのかを示す「ω属性」とを利用して、【「α概念」の「ω属性1」・「ω属性2」】という書式で表される（グレンであれば【変化の停滞・停止】、セリカであれば【万理の破壊・再生】）。
マナ
肉体に内包する魔力の源となるもの。その本質は生命力であるため、ごく短期間で魔術を使用しすぎると「マナ欠乏症」というショック症状を引き起こす。
マナは人の霊体に存在する10の霊域（セフィラ）に決まった経路で循環させることにより、魔力へと昇華されていく。この手順をひたすら繰り返し、マナを感じ、循環させ、より強い魔力を練り上げ、霊的感覚を少しずつ鍛えていく修行法を、魔力錬成という。
マナ・バイオリズム
人間の生体マナの状態を表す指標の概念。通常の状態を「ニュートラル状態」といい、精神集中や呼吸法によりマナが制御された「ロウ状態」にすることで魔術を行使できるようになる。魔術を行使するとマナが乱れた「カオス状態」に傾き、完全にこの状態になるとどんな魔術師でも魔術を使えなくなる。
枯渇症
「マナ欠乏症」になる寸前の魔力消費を長期間恒常的に繰り返すことで、魔力が溜まる霊的な器たるエーテル体に穴が空いたようにマナが抜けやすくなる体質になってしまうという魔術性疾患。滅多に発症しないが、発症すると何の前触れもなく身体からマナが急速に抜けて命に関わる重篤な疾患で、霊的な穴を心霊手術で塞ぎつつ大量の魔力を補充するという高度な大儀式を迅速に行わなければならない。

黒魔術
運動やエネルギーを扱う魔術。取り扱う物理現象によって、「活性/流動系」「加速/加重系」「時間/空間系」「振動/波動系」「集束/拡散系」の5系統に分かれている。
基本三属
攻性呪文の基本となる、炎熱・冷気・電撃のこと。黒魔術の「活性/流動系」はこれを操作する分野である。この三属性は魔力を物理作用力（マテリアル・フォース）に変換する際の効率がほかの属性より高く、「ツァイザーの三属比」では10の魔力に対して炎熱：冷気：電撃=約8.5：7.9：8.2という理論的な極大値が得られる。
風の魔術
重力など様々なパラメータを操作する必要があるため攻性呪文としては基本三属に比べて威力的に劣る系統。一方でパラメータが多いということは呪文改変において無限大ともいえるバリエーションがあるという利点にもなるため、柔軟かつ自由度の高い魔術の行使が可能。
疾風脚（シュトロム）
黒魔【ラピッド・ストリーム】の連続起動による超高速三次元機動術の帝国軍における呼称。自分で発生させた爆風に自分も乗って吹っ飛ぶという技で、燃費は最悪、小回りが利かない、屋内では使用不可、制御を誤れば壁や地面に接触して即死する、など数多くの欠点を抱えるが、建物などの足場がある開けた場所では通常の身体能力強化を遥かに上回る性能を発揮できる。一人で使うだけでも超難度であるが、風の魔術の天才であったセラは味方の高速運搬までこなしていた。

軍用魔術
軍属魔導士が使用する戦争用の魔術。殺傷力が極めて高いため学生に習得させることは許されていない。天変地異クラスの威力を誇る戦術・戦略レベルの複数名で行う儀式による大魔術をA級とし、威力規格が下がるごとにB級、C級と名称が変わる。一般にB級の起動ができるかC級の一節詠唱ができるならば超一流とされる。
また、法医呪文や魔術薬精製術も「戦場で傷ついた兵士をいかに早く戦いに復帰させるか」という概念から始まった、軍用魔術の一種である。
連続呪文（ラピッド・ファイア）
呪文の連続起動。
時間差起動（ディレイ・ブート）
詠唱済み（スペル・ストック）の魔術を任意のタイミングで起動させる高等技法。
二反響唱（ダブル・キャスト）
一度の呪文詠唱で二度同じ魔術を起動する高等技法。セリカはこれをも上回る「三重唱（トリプル・スペル）」という絶技を、一言の呪文改変によって使用できる。
条件起動式
対象に初期設定した条件が達成された時に自動で術を起動する、古くから呪い（カース）や制約（ギアス）に使われる術式。自動で起動し相手にバレにくいという利点はあるが起動タイミングが相手の行動に依存するという欠点がある。
結界魔術
数多くの手順を踏んで構築・行使される儀式魔術の一つ。並みの黒魔術を凌駕するほどの防御性能と効果範囲を発揮できるが、その性質から近接魔術戦には不向き。ただしフラウル家が開発した「宝玉式結界」は精度・威力を落とさず近接戦闘でも使用可能。
人工精霊（タルパ）
人工的に神や悪魔、精霊を生み出す禁呪に近い錬金術の奥義。「等価対応の原則」を逆手に取り、魔薬でトランス状態に陥ることで深層意識に暗示認識させ、疑似霊素粒子（パラ・エテリオン）をスクリーンに空想存在を現実世界に具現化させるという荒業。呪文詠唱による深層意識改変の産物ではないため、【愚者の世界】では封じることができない。
法医呪文（ヒーラー・スペル）
負傷や魔術性疾患を治療するための魔術。近代では基本的に「対象の自己治癒能力を増幅させて、傷を癒す」という方式が主流だが、人体に異常な生命活動を促進させるもので、被施術者の身体には多大なる負担がかかってしまい、欠損や骨折など、ただ闇雲に法医呪文をかけるだけでは後遺症が残ってしまうケースも多い。施術の際に、適切な前処理や、外科的処置、治療補助薬の選択や調合に長けた専門家である「法医師」がいれば、治癒効率は格段に増し、身体の負担は極限まで軽減される。
元々が軍用魔術の一種なので、様々な法的関係上、世の中の「施療院」には出回らず、一般の人が治療を受ける場合は個別に大金で雇った魔術師に頼る必要がある。数少ない例外はヘステイア家のように研究を進める過程で施術対象の患者を必要とする法医術研究の大家だけだが、それでも患者にいちいち守秘義務を守らせるための各種書類手続きや一般医の紹介文が必要で、それなりに高額の治療費がかかるなどハードルが高い。
治癒限界
ごく短期間内に法医呪文による過剰回復を繰り返すことが原因で、生体組織活動に深刻な障害を与えることによって起きる障害。とある施術回数から効果が極端に低下しさらには肉体の自壊に至る状態のことで、戦場では｢癒し手の手を掴む死神｣と恐れられている。
制約（ギアス）
被施術者に行動の制約を課す白魔術。非常に強い強制力があり、逆らうのは並大抵のことでは不可能で、基本的に呪った術者本人にしか解けない。

眷属秘呪（シークレット）
固有魔術の一種。血中マナ特性（＝魔力特性）を術式に組み込む魔術で、一代限りの固有魔術とは違い、その血族が先祖代々受け継ぎ発展させることが可能。
魔闘術（ブラック・アーツ）
拳や脚に魔術を乗せ、インパクトの瞬間、相手の体内で直接その魔力を爆発させるという異色の近接戦闘術。魔力操作のセンスがなければ使えず遠距離火力という魔術の利点を捨てることになるが、使いこなせればその威力は絶大。
召喚術
使い魔や概念存在などを召喚する魔術。
遠隔連続召喚（リモート・シリアル・サモン）
遠隔地に複数の使い魔を呼び出す召喚魔術の超高等技法。
概念存在
神や悪魔など、『意識の帳』の向こう側に存在する偉大なもののこと。魔術的には人間の想像から生まれたと考えられており、この世界に最初から存在していたのではないとしている。召喚術により、この世界に受肉させて具現化、降臨させることで、その絶大な力を振るうことも可能だが、専用に人生を費やして訓練を積んだ数十、数百人規模の魔術師と、数日間の準備が必要な儀式魔術である。受肉の維持には莫大な魔力が必要で、基本的に人間1人では発動できない。単独で召喚する方法として、我が身に概念存在を降ろす憑依召喚（ポゼッション）があるが、矮小なる個が世界を背負うような行為であるため、【適合者（アダプター）】と呼ばれる一種の概念存在の媒体となる特殊な魔術特性を持つものでなければまず実現不可能。
悪魔
人の共通深層意識下で広く認知・共有された強大な概念存在の中でも、疫病・自然災害・負の感情といった人の様々な忌避や禁忌、恐怖が宗教や信仰と結びついて擬人化し概念を得たもの。人の『意識の帳』の向こう側にある『ここではない、どこでもない場所（ネバー・ランド）』『魔界』に住む。造形には多種多様な所説や解釈がある。人間の手では倒せない強大な存在として定義され、現世の理に依る物理的な攻撃や魔術はほぼ通じないという律法が存在するが、より上位の概念には逆らえないという律法もまた存在する。そのため、悪魔召喚術者は悪魔祓い対策として真名を隠すのが基本。強力な悪魔を召喚・維持するためには多くの人間の魂を生贄として捧げる必要があるが、感応する【適合者】の魂を使うことで生贄の数を減らすことができる。
《葬姫》アリシャール
六魔王の1柱にして第八圏の支配者。真紅の双眸、血のように赤黒く染まる長髪、頭の脇から生える2本の禍々しい角、黒き片翼が特徴。旧約神譚録にて語られる人と天使と悪魔たちの最終戦争「炎の七日間」において、紅と蒼の双魔槍を振るい、たった1騎で万の天使軍団を葬ったという、破壊と闘争を司る修羅の大悪魔。
《狂騒伯爵》ナルキス
三十六悪魔将の一翼にして、六魔王の1柱《黒剣の魔王》メイヴィスの黒剣死騎士団を率いる軍団長とされる上級悪魔。主君の命のもと、終末の戦場を首なし馬の戦車で駆けては狂騒のラッパを吹き、この世全てを屍山血河の戦闘地獄に塗り替える、戦いの狂奔を司る悪魔。肩幅も上背も人間の2、3倍、筋骨隆々で肌は漆黒、頭に捩じくれた角と背中に古竜のような翼を生やす。
《梃子》ハゲーネ
三十六悪魔将の1柱。青い炎の鼻息を吹き上げる拗じくれた牛のような怪物。
天使
世界中の人間の祈りや信仰から生まれた概念。エリサレス聖書で語られる真名持ち（ネームド）の大天使達は、第一位：熾天使（セラフィス）、第二位：主天使（キュリオテース）、第三位：権天使（プリンシパル）の天上三階位に分かれる。原初の音により近い「天使言語（エンジェリッシュ）」を使い、人間の使える魔術より根本的に強力な「天使言語魔法（エンジェリック・オラクル）」を行使する。
《時の天使》ラ＝ティリカ
第1位：熾天使の位階にある、純白の3対6翼と純銀の髪を持つ女性の天使。時計の文字盤を模した光輪を背に、自身を象徴する巨大な黄金の鍵と、それに繋がる黄金の鎖を身に纏う薄絹の衣の上に巻き付けている。
本来は異教である星辰信仰の最高神格である「天空の双生児」を、エリサレス教に取り込んだことで生まれたとも言われる。
《空の天使》レ＝ファリア
第1位：熾天使の位階にあり、ラ＝ティリカの姉妹天使。「空の巫女」「夜天の乙女」の名で呼ばれ、《銀の鍵》によって空間を操り、支配する能力を持つ。
《断罪の天使》アトス
第二位：主天使の位階にある、全身に光り輝く鎧を纏い、炎に燃える大鎌を構えた、3対6翼の天使。魔女や悪魔、堕天使等といった、神に背を向けた存在を滅ぼす権能を持つ。一方で、神話学によれば堕天使に近いとされている。
《戦天使》イシェル
エリサレス聖書の旧約神譚録にて語られる、人と天使と悪魔の最終戦争「炎の七日間」において、六魔王の《黒剣の魔王》メイヴェスや《葬姫》アリシャールらと戦った、最強の天使。
本来は“外宇宙の邪神”の1柱であり、《無垢なる闇》の敵対者であることから、《無垢なる闇》を退ける力と喚び寄せる力を持つ。
聖エリサレス教会では一度死んだ人間の魂を《戦天使》へ転生させる外法すれすれの法術儀式【天使転生】を有している。ネームドの天使であるがゆえに当代で1人のみしか選ばれず、転生の成功確率も極端に低いが、成功すれば一騎当万の最強戦士が降臨する。当代の《戦天使》はルナ＝フレアーで、過去には《六英雄》の1人として200年前に戦ったイシェル＝クロイスがいた。
マルアハ
術者の魂を映して顕現する魔術的従者。言わば自分自身の心の側面（ペルソナ）であるがゆえに、ダメージは本体にフィードバックするが、召喚のリスクやコストはほぼ0という利点がある。元々、ある種の悟りを得た賢者が、長い修行の果てに開眼するような術なので、若くして使える者は非常に稀。

数秘術
既存情報を組み合わせた結果、予想される未来を観測するという魔術学問。魔術学院の必須科目にもなっているが、その精度の低さから学会での定説は「数を使った占い」程度で、近代魔術師のほとんどは重要視していない。
詠唱割込（スペル・インターセプト）
敵が詠唱した呪文で、自分がその魔術を逆起動し、その術の全制御を掌握するという、超が3つくらい付く高等魔術技法。放出型魔術に介入できるぶん、相手の口の動きで使用される呪文を先んじて看破する必要があって難易度が高いが、決まれば威力は絶大。

術式介入（スペル・インタベンション）
場に展開された駐在型魔術の術式に介入し、その制御権を奪い取る高等な魔術技巧。詠唱割込に比べると難易度は低いが、魔術式への膨大な理解と知識、術式防御（プロテクト）を破る大量の魔力が必要。
エーテル乖離症
肉体ではなく霊魂に罹患する病で、“肉体と霊魂の結合が緩み、霊魂が肉体から乖離していく”という、長年、無理な魔術を行使し続け、魂に負担をかけ続けてきた魔術師が晩年にかかる魔術性疾患。進行すると肉体と霊魂にずれが生じて、ヒビの入った水差しのように身体から凄まじい勢いでマナが抜けていき、他の魔術的疾患も誘発する。治療法がなかった時代には“魔術師の寿命”とまで恐れられてきたが、今では治療法が確立し、心霊手術で充分治療可能となっている。
霊域図版（セフィラ・マップ）
エーテル構造を魔術的解析して作るデータのこと。『魂の形』は異相次元・虚数量で10の霊域（セフィラ)を形成しており、これをエーテル構造という。霊魂を弄る心霊手術系の白魔術儀式には必須。
弱体化（デバフ）
敵を弱体化させる魔術。直接触れて付呪（エンチャント）する“呪い（カース）”が基本で、類感魔術や感染魔術などの遠隔付与は様々な手順と道具を要する。その効率の悪さから、実戦的には自己強化や攻性呪文で攻撃するのが魔術戦の常識。グレンの【愚者の世界】は広域の弱体化が可能な珍しい魔術。

魔法
魔術よりもっと旧い力。魔術が人の純粋な願いを叶えるだけだった頃の「原初の力」。魔術とは違い願いと本能で操るもの。
王者の法（アルス・マグナ）
ルミアが持つ能力のひとつで、本来は《天空の双生児》が持つ能力。一時的に人間の限界を超えた桁外れの魔術演算処理能力を他人に与えることができ、それに合わせて霊絡（パス）が強引に開かれることで魔力が増幅される。近代魔術では理解の及ばない現象であるため、ただ“魔力が増幅された”としか知覚できず、傍目には類似する異能の「感応増幅」と誤認される。本来は「魔法」と呼ばれる真の力を人に与え扱えるようにするための能力。その性質上、際限なく強化する万能の力ではないので、魔術演算能力が達人に到達しているなら無意味なものとなる。

異能者
ごくまれに魔術に依らない奇跡の力を生まれながらに体現する特殊能力者の総称。アリシア三世が行った差別と弾圧の影響で帝国では悪魔の生まれ変わりとして迫害されるが、土着宗教などでは信仰の対象となることもある。「感応増幅」「生体発電能力」「発火能力」「冷凍能力」「再生能力」「耐熱能力」「耐冷能力」「耐電能力」などが存在する。基本的に魔術と組み合わせることはできないが、「感応増幅者」のように特殊な例外もある。

Project：Revive Life（プロジェクト リヴァイヴ ライフ）
通称「Re=L（リィエル）計画」。「ジーン・コード」をもとに肉体を練成、「アルター・エーテル」を代替霊魂として精神情報を「アストラル・コード」に変換することで疑似的な死者の蘇生を行う術式。しかし、ルーン言語では関数と式が構築できないという機能限界に加え、「アルター・エーテル」の作成に複数の他人の霊魂が必要となるという倫理的な問題から、帝国では禁忌として研究を凍結された。元々は魔王の再降臨に備え、戦力となる英雄クラスの魂を保存しておくためにアリシア三世が研究させていた禁断の魔術である。
バークスはこの計画を成功させるためにルミアに術式を組み込み、強制的に彼女の「王者の法」を行使させる（その間ルミアは、全身に魔力が駆け巡る激痛で苦しんだ）ことで劣化版の「僭主の法（パラ・アルスマグナ）」を抽出。これを利用することで、非常に高精度で成功させる手法が開発されているが、1ヶ月以内に肉体と魂と精神が拒絶反応を起こし、ばらばらに分離して死んでしまう。霊的拒絶反応を起こさない真の完成例であるリィエルには、「アルター・エーテル」として原初人類の霊魂を高精度で再現した「パラ・オリジンエーテル」が用いられており、【英霊再臨の儀】を行うにはこれが必要。
英霊再臨の儀
「Project：Revive Life」の最終形。かつて名を馳せていた英霊たちを蘇生し放題になるという魔術。詳細は不明だが、英霊の精神データで被験者の「アストラル・コード」に上書きする工程を用いる模様。

Project：Frame of Megiddo（プロジェクト フレイム オブ メギド）
正式名称で錬金【連鎖分裂核熱式（アトミック・フレア）】、通称【メギドの火】と呼ばれる禁呪。原子崩壊の際に生じる質量欠損が膨大な破壊エネルギーを生み出し、全てを滅ぼすという禁断の錬金術。その威力は街一つを一瞬で焦土へ変えるほどとされ、A級攻性呪文を超えたS級、災厄の術式と例えられる。その発動には潤沢なマナが流れる霊脈を有する霊地において、土地の霊点に直接接続し霊脈に流れる外界マナを臨界点まで励起活性化し、術式「マナ活性供給式（ブーストサプライヤー）」によって臨界励起マナを「核熱点火式（イグニッション・プラグ）」へと送るという工程が必要となる。
魔王の再降臨した時に備えて、フェジテごと《嘆きの塔》を吹き飛ばすためにアリシア三世が研究させていた。未完成のまま研究が凍結されたとされていたが、フェジテではアリシア3世が作った「マナ堰堤式（ダム）」の解呪を行うことで発動するという設定になって密かに設置されていたため、天の智慧研究会によって悪用されることとなる。
本来は《炎の船》に搭載された主砲のことを指し、現代に存在しているのは霊地を選ばなければ発動できないという戦略兵器としての欠陥を抱えた近代魔術による劣化レプリカでしかない。

天使の塵（エンジェル・ダスト）
錬金術の悪夢ともいわれる最悪の魔薬。被投与者の思考と感情を完全に掌握し筋力の自己制限機能を外すことで、死霊術よりはるかに簡単に無敵の兵士を生み出すことが可能な薬だが、投与されれば確実に廃人となり、定期的な投与を行わなかった場合や末期状態では中毒症状により全身が崩壊して死に至るという重篤な副作用がある。その製法は非常に複雑で、ジャティスの記憶だけが頼りであるため彼以外は製造することすらできない。
魔獣
霊脈の関係で異常進化を遂げた動植物。
合成魔獣（キメラ）
白金術によって複数の動植物を掛け合わせて産み出す生命体。兵器利用のための研究開発は禁止・凍結されている。
シャドウ・ウルフ
鋭い牙に爪、らんらんと光る目、影のように黒い毛並みを持つ狼型の魔獣。恐怖心の有無によって対象を襲撃するかを決める｢恐怖察知｣という能力を持ち、高い敏捷性を誇る。
魔導書喰らい（グリモア・イーター）
見た目は、ごく小さいスカラベのような無害な虫。貴重な魔導書に取り憑き、虫食いにして駄目にしてしまうという魔導書を餌にする能力を持つ。
ドラゴン
人知を越えた強大な力を持ち万物の頂点に立つ最強の魔獣。ただの成竜でも飛行能力と火炎放射能力を有するため非常に強力。加えて歳経た「古き竜（エインシェント・ドラゴン）」は大自然へ直接語り変える「竜言語魔術（ドラグイッシュ）」を操り、生息地一帯の自然現象と天変地異をも支配することが出来、この特性から自然界の王者として恐れられている。古代竜は人を超える知性を得るとされ、人間に化身することもあると伝えられる。しかしその身体構造上、逆鱗が唯一の弱点になる。
なお、その鱗は、真銀や日緋色金にも並ぶとされる優れた素材となる。
神鳳（フレズベルク）
白鳥にも似た長い翼と首、煌びやかな飾り羽を持つ美しく巨大な鳥の魔獣。翼で風を操る能力を有する。
アルザーノ帝国空軍では戦闘騎鳥用に育成調教され、支配魔術で操られている。事実上世界最高の最大戦速を誇る神鳳騎兵は、全世界でも空の王者の名をほしいままにしており、空戦用の騎鳥から、兵士運搬用、物資輸送用など、飼い慣らした魔鳥を様々な用途で運用している。帝国軍でも希少で貴重な存在なので、その背に乗って飛ぶ機会はほとんどない。
リトルラックキャリー
3つの尻尾が生えたキツネの魔獣。テレパシーのような能力を持つレアな魔獣で、主と認識した者の元へ、その主が必要としているものを集める習性がある。

不死者
死を超越した存在のこと。浄銀弾が弱点。
リッチ
禁断の魔術の果てに不死者と化身し、強大な魔力を得た外道魔術師。他者から精気を吸って身体を維持し、偽りの永遠を生きる。精気を吸った人間をリッチ・ミニオンという忠実な下僕の生ける屍に変えることもできる。ただ、自分がリッチに生まれ変わった場所に縛られて遠くへは離れられないという制約があり、討伐体を送り込まれても逃げられないという弱点を持つため、精気を集める場合はミニオンを差し向けることが多い。
食屍鬼（グール）
吸血鬼の“出来損ない”とされる下級も下級の不死者。知性は皆無で、不死の肉体を維持するには吸血では足りず、人の肉まで喰らうが、身体が朽ちる速度に再生が追いつかず、どこまでも醜く腐り果てていく哀れな存在。
吸血鬼（ヴァンパイア）
不死者の中でも高貴とされる存在。“人を捕食する”という本能を持ち、生まれながらに人に仇為す、決して人と相容れない、誇り高き怪物であり、人間の限界を圧倒的に超えた身体能力、不死性、再生能力、吸血行為による眷属化、影を操り武器や魔獣の群れとする力、毒の力、変身能力、支配や魅了の魔眼、絶大なる闇の魔力、元素支配、といった警戒すべき規格外の能力を複数持っている。ただ、浄化や陽の光、炎を苦手としており、真祖になれば日光や浄化力にはかなり抵抗できるが、元素支配を超えるほど強力な炎は防げない。アルザーノ帝国の帝国法では、いかなる理由があろうと即刻処分しなければならないと定められている。

超魔法文明
聖暦前に存在していたとされる「古代魔術（エインシャント）」を使う古代人たちが築いた文明。その遺物には古代魔術による物理的・魔術的な破壊を無効化する「霊素皮膜処理（エテリオ・コーティング）」が施されており、数千年の時を経ても｢遺跡｣という形で現代まで残っている。
古代超魔法文明の古代魔術や魔法遺産に関する調査・研究は「魔導考古学」と呼ばれ、魔術の発展と真理の探究を志す魔術師達にとって欠かせない永遠のテーマの1つである。古代遺跡に潜るために必要な、地図作製、照明の確保、周囲の索敵、罠や仕掛けの探知、碑文の解読、戦闘といった探索における魔術師のあらゆる魔術技能・知識を全部ひっくるめた総合技術は「魔導探索術」という。
屋内には空間操作魔術を駆使した文様が刻まれていることもあり、内部の空間が歪められ見た目より広くなっている場合がある。罠や仕掛け、配備された守護者や魔獣、周辺環境から総合的に判断された「探索危険度」という等級があり、S・A・B・C・D・E・Fを細分化した21段階で評価される。例として、最高位のS++は第七階梯の魔術師でも単独踏破は不可能、B++はよく準備された調査団でもたまに死者が出るが最下位のFは学生実習にも使われないような雑魚というようなレベル。
原始の時代に次元樹を旅して別世界からやって来たティトゥス＝クルォーによって魔術がもたらされ、科学の発展が遅れてちぐはぐになったところはあるが、魔術の力で発展を続け、生活水準が信じられないほど向上した。しかし、発狂したティトゥスが世界を支配すると、民の命を実験体や生贄として消費し続けたことで支配構造が変化、真なる魔術（=上位ルーンによる古代魔術）を行使できるごく一部の特権階級の“魔術師”達が、そうでない「愚者の牙」（下位ルーンによる紛い物の魔術）しか行使できない“愚者の民”を家畜か奴隷のように扱い支配する暗黒時代が到来した。聖暦前4000年当時の魔術師と愚者の民の人口比は1対999で、“愚者の民”に人権はなく、殺人が日常茶飯事という地獄のような治安の悪さで、魔王が“禁忌教典”を手にするために行っていた【聖杯の儀式】の影響で空は血で塗りつぶしたように赤く染まっていた。ただ、魔術師達は絶大な魔力に任せて遠距離から一方的に蹂躙することしか知らず、戦闘経験が乏しいので魔術の行使さえ封じてしまえば非常に弱い。
地下迷宮/ 《嘆きの塔》
アルザーノ帝国魔術学院地下にある探索危険度S++の｢塔｣のような構造の古代遺跡。賢王ティトゥスが建造したとされる超魔法文明における最大の遺跡で、古代文献では《嘆きの塔》と呼ばれており、四角錐状巨大構造物が地殻変動で地中深くに沈んだものだとされている。
帝国最高難度を誇る迷宮で、地下9階までの「覚醒への旅程」は学生実習にも使える程度の難易度だが、地下10階以降の難易度は桁違いで、49階までは「愚者の試練」と称され、内部の構造が定期的に変化しているためにテレポーターや地図が意味をなさず、ゼロマナ地帯とダンジョン再生成機能、当時最高峰の防衛機能が猛威を振るう。なお、9階まででも歴史考察において最上級重要参考度を誇る特級資料が大量に見つかっているが、《魔王遺物》の危険性を危惧したロランの進言により有益な発掘物はなかったと報告されている。地下50階から89階までの「門番の詰め所」は塔のような構造で、凶悪な罠も複雑な構造もないため「愚者の試練」部分より難易度が低いほどだが、地下89階には「メルガリウスの魔法使い」の登場人物である《魔煌刃将》アール＝カーンの影が門番として《叡智の門》の守護に当たっている。地下90階の「地の民の都」はメルガリウスの天空城へ至るための最終防衛ラインで、重力法則から外れ天地が逆しまになった都のような構造物が広がっている。
タウムの天文神殿
アルザーノ帝国領内にある探索危険度F級の古代遺跡。双子の天使が絡み合うような意匠の「天空の双生児（タウム）」が御神体とされる。有益な魔法遺産の出土もなく、霊脈も平凡、魔術的・歴史資料的に見ても価値の低く、街道を外れた辺鄙な場所にあるために観光名所にもならないという不遇の遺跡。レドルフ＝フィーベルが生前に執筆した論文の推論が正しければ古代の時空間転移儀式場であるとされるが、現在に至るまでその証拠は確認できていなかった。
システィーナとルミアの思いつきによって、最深部にある大天象儀場にある操作モノリスで特殊な操作を行うことで地下迷宮地下89階に繋がる「星の回廊」が出現するということが偶然判明した。
ナイアールの祭祀場
ミラーノの地下にある古代遺跡。古代文明において外宇宙の邪神《無垢なる闇》の眷属である《邪神兵》招来が行われていた儀式場の一つ。広々としたドーム状の空間で、床や天井には天球図のような紋様が雄大に刻まれ、中心にはピラミッドのような四角錐形の祭壇と、その周囲に材質不明な黒いモノリスが並ぶ。決められた特定のルートを通らないとたどり着けないようになっており、道を間違えると迷路を永遠に彷徨うことになる。

真銀（ミスリル）
世界最高峰の魔法金属の1つ。魔力遮断物質であり、この金属で作られた剣は物理的エネルギーを無効化する力場でさえも斬り裂くことが可能。ただし、その硬度ゆえに加工が難しい。
日緋色金（オリハルコン）
絶対的な硬度を誇る、世界最高峰の魔法金属の1つ。
神鉄（アダマンタイト）
古代の超魔法文明で生み出された究極の魔法金属。闇の如き黒の光沢を持つ不滅の金属で、水銀のような流動性と竜の鱗以上の硬度という矛盾を内包する。真銀や日緋色金ですらこれを生み出すための過程で生じた副産物でしかないとされているが、どこの遺跡からも発見されたことはない幻の金属として古代ロマンの中で語られるだけのものだというのが常識である。

《炎の船》
《鉄騎剛将》アセロ＝イエロが操る魔導兵器のひとつ。空飛ぶ真紅の箱舟とされ、主砲に戦略兵器である【メギドの火】を搭載、側面からも小規模な【メギドの火】による熱線攻撃が可能で、船内には空戦用の飛行型ゴーレムが無数に配備され、加えて空間歪曲が生じているため船内への侵入は困難。さらに船内の構造はアセロ=イエロの思うままに変化させられる。本来は魔術を使えない普通の人間の国々を制圧するための兵器なので対地戦力は主砲がほぼ全てであり、ゴーレムの質はそれほど高い物ではない。
作中ではアセロ＝イエロのマナを利用して、同位相異次元空間に存在する船を同次元空間に物質化するという形でフェジテ上空に顕現した。アセロ=イエロ出現から2日かけて完全起動し街へと攻撃を開始したが、魔術学院の総力と特務分室の協力で時間を稼がれている間にマナの供給源であるアセロ=イエロが倒されたことで物質化を保てなくなり、船外に出ていたゴーレムと共に元の次元へと送還された。
《黒の火車》
《鉄騎剛将》アセロ＝イエロが所持する魔導兵器のひとつ。絶大な魔力が漲る巨大な魔術の戦車で、車体には刃や槍など様々な武装が取り付けられ、車輪からは禍々しい蒼い炎が燃え上がっている。車輪を引く4頭の黒馬も主人と同じく神鉄でできているため、物理・魔術を問わず攻撃を無効化する。一国の軍を全て踏み潰したことがあるとされ、圧倒的な質量であらゆるものを粉砕、踏破し、超一流の魔術師程度なら魔術ごと轢殺できる。空高く飛び上がるなど、通常の戦車ではありえない動作も可能。
《風の外套》
かつてフィーベル家に秘宝として伝わっていた魔法遺物。白を基調とした古めかしい作りのマント。フィーベル家が遥か古より練り上げてきた秘奥と神秘の集大成であり、契約者の想像力を現実にするのに足りない物を補い、知りたい風の魔術に関する知識を教えてくれる。発動中はマントの表面に輝く光の古代ルーン文字の羅列がびっしりと浮かぶ。

Aの奥義書
アリシア3世の狂気の人格が作ろうとした、禁忌教典に限りなく近づくとされる本。参考文献として、人間を本化させ、「Aの奥義書」に取り込むことで完成する。アリシア3世の狂気の人格が宿っているため意志を持っており、彼女の姿になって対話出来る。
自らの断片を本の怪物とし、それに触れた者は本化され結界が解かれない限りは元の姿には戻れない。直接的な戦闘力は無いものの、「裏学院」のあらゆる本を操り、自身は物理的・魔術的攻撃に無敵になるよう設定されている代わりに代償で炎には極端に弱いが、「裏学院」での新たなルールを作り、敵の行動を抑制することが出来る。
かつて狂気に陥ったアリシア3世が「Aの奥義書」を完成させるために生徒達を犠牲にしようとした直前、正気の彼女がギリギリでそれを阻止し、正気の人格をベースに「アリシア3世の手記」を執筆した後、「Aの奥義書」を「裏学院」の最奥に押し込めて「裏学院」そのものを封印、完全に表学院から隔絶されることになったが、フェジテ最悪の3日間の時に表の学院が今までにない程に破壊されたことで生じた僅かな隙間を通じてマクシムに自身の断片を24冊目の「アリシア3世の手記」と偽り干渉、彼を利用して「裏学院」を開放した。その後「裏学院」に入った2年次生B組と「模範クラス」メンバーを襲いその面々を次々と本化、自分がいる最奥にたどり着いたグレン達を、大量の本の怪物で攻めつつ自身への攻撃は本を操って防ぎながら本をぶつけて攻撃するという物量戦で優位に立ち、更に「本をインクで汚した者を裁断の刑にする」という「裏学院」の新たなルールを作ることでグレン達の唯一の対抗手段を潰そうとしたが、イヴの捨て身の炎魔術で全ての本が焼失、激昂してイヴを裁断の刑に処したものの守りが完全に無くなったところをグレンによるインク弾を受け、完全に本としての体裁を失った。
アリシア3世の手記
アリシア3世が記したとされる手記。そのうち24冊目の手記は失われており、帝国大図書館が莫大な懸賞金をかけていたほどの稀覯本である。手記とは名ばかりでかなりの力を持った魔導書。その中には暗号で「メルガリウスの天空城」や禁忌教典に関する記述が残されている。
実際のメイベルというアリシア3世の人格と記憶を複製した一種の魔導書で、有事の際に少女時代の姿をとって事態を収拾できるよう定義（プログラム）されており、学院附属図書館の封印書庫の奥でひそかに保管されていたが、狂気の人格にも検閲されて行動原理が書き換えられ、「Aの奥義書」の行動を邪魔する行動を制限されるようになっていた。そこでマキシムの生徒「メイベル＝クロイツェル」に成りすますことで行動を監視、「裏学院」に保管されていた失伝魔術による特殊な魔術インクで自身の記述を修復し、グレンたちに「Aの奥義書」の破棄を依頼する。事件解決後は「Aの奥義書」を回収したことでアリシア3世として『恩赦』の権能を行使、裁断の刑に処された者たちを蘇生させた。以降はグレンが手元に置いて解読を試み、古代語や古代文明に関する符号が暗号に組み込まれているため作業は遅々として進んでいなかったが、フォーゼルの指摘でエルトリア家に代々伝わる暗号が使われていることが判明する。
アリシア三世の夫ルーシャスの思念体による干渉を受けており、解読に成功したグレンが手記の罠によって精神世界に閉じこめた。その際に「メイベル」が自動検閲を受けながらも脱出のための方法を伝え、切り札となる火打ち石式拳銃《クイーンキラー》を託す。

魔術祭典
かつて、北セルフォード大陸の諸国間で定期的に行われていた、世界的な魔術競技大会。参加各国から、1名のメイン・ウィザードと9名のサブ・ウィザードの魔術師10名で構成された代表選手団を出場させ、いくつかの魔術的試練に挑むことで競い合う。国が保有する魔導技術は軍事や国防に関わる重要機密に等しいものだが、それゆえに恒久なる平穏と安寧を願う“平和の祭典”となる。
サブ・ウィザードは何人脱落してもOKだが、メイン・ウィザードだけは参加必須で、メイン・ウィザードが脱落した瞬間、自動的にチームは敗北になる。試合内容とルールは試合ごとにランダムで決められるため、対策はほぼ不可能で、過去行われた試合方式から傾向を予測するのが精々。
軍や研究所などに属するプロの魔術師は能力秘匿のため出場できず、手の内が割れても問題ない学生やアマチュアにのみ参加資格を与えるという協定があるため、代表選手は公的に運営する魔術教育機関に所属する青少年の魔術師に限定されている。
アルザーノ帝国とレザリア王国が冷戦状態になってから何十年も開催されていなかったが、両国の関係改善のため、首脳会談に合わせて開催されることになった。

無垢なる闇の印
魔王遺物のひとつで、外宇宙から邪神の眷属《邪神兵》を招来する巫女達の身体に刻まれていたという印。Zの字を一筆書きで何度も重ねたような紋様。
古代の文献によると、魔王に仕えた神官家の一族は“正義の魔法使い”によって滅ぼされたとされているが、ロランはレザリア王国に生き残りがいると推測していた。その生き残りこそがカーディス家で、聖エリサレスの「信仰兵器」として囲われている。

### その他
メルガリウスの魔法使い
ロラン＝エルトリアの最高傑作とされる童話。メルガリウスの天空城を舞台に正義の魔法使いが魔王をやっつけてお姫様を救うという内容の物語。
帝国各地に残った“魔法使い”や“魔王”が登場する伝説や神話、民間伝承が1つの物語群を形成していることに注目し、それらを集め、その特に共通する類似項、正義の魔法使いと魔王の戦いの逸話を主軸に、著者が独自の解釈の元、編纂した古代神話集大成。第7章はスノリア地方に伝わる『銀竜祭』が元になっているとされる。
原典では悲惨な結末の物語も多く、特に正義の魔法使いは魔王を倒したにも関わらず、姫を救うことはできず、使命を果たした後、愛する人も、友も、全てを失い、失意のうちに歴史の表舞台から姿を消し、一人孤独な死を迎えたという、あまりにも報われない悲劇的な結末を記した文献が散見される。だが、童話に編纂するときにそのほとんどがハッピーエンドへと変えられている。
著者の業績の集大成ともいうべきものであり、聖暦前古代史を紐解く参考文献ともなる名著。しかし聖エリサレス教会では禁書指定されており、著者も異端者として火刑に処された。
魔将星
「メルガリウスの魔法使い」に登場する魔王直属の配下。個々が一騎当千の絶大な戦力を誇ると言われている。大導師は適性のある魔術師に“鍵”を与えて魔人に生まれ変わらせている。

エリサレス教会
作中に登場する宗教。「主は一であり全、全であり一」という教義の元で全知全能の神を信仰する。
元々1つだったが2つの宗派に分裂している。一方はアルザーノ帝国で信仰される新教を「帝国正教会」といい、福音主義のバルディア派で、神と聖書さえ敬えばそれで良いというスタンスで、戒律も緩く他宗派との共存もできる。もう一方はレザリア王国で信仰される旧教を「聖エリサレス教会」といい、儀礼・礼拝に重きを置くカノン派で、神と聖書に絶対服従すべきだというスタンスで、他宗派であれば殺してでも排除に動こうとする。聖エリサレス教は帝国正教を異端認定している。
魔導大戦
200年前に外宇宙から侵略してきた邪神の眷属たちと人類の間で発生した戦い。通常であれば人類がなすすべもなく滅ぼされていたとされるが、『六英雄』と称される人間の規格を大きく外れて強い切り札が一つの時代に6人も揃ったという奇跡的な因果により人類は存続することができた。
六英雄
魔導大戦で活躍した人類側の英雄。《灰燼の魔女》セリカ＝アルフォネア、《剣の姫》エリエーテ＝ヘイヴン、《聖賢》ロイド＝ホルスタイン、《戦天使》イシェル＝クロイス、《銀狼》サラス＝シルヴァース、《鋼の聖騎士》ラザール＝アスティールの6名。邪神との激戦でセリカ以外は全員戦いの中で死んでいったとされるが、ラザールが生存し天の智慧研究会に参加していることが判明している。

奉神戦争
40年ほど前、アルザーノ帝国とレザリア王国との間で勃発し、和睦という形で終結した戦争。
帝国側では経済に混乱が生じ領地経営難により没落する貴族家が続出し、国の中央集権政策で宮廷貴族や代官となる者が増加することとなった。

“本物の神”
魔術理論的に、神、天使、悪魔は人類が生み出した概念存在であるというのが通説。だが、れっきとした一個たる実体を持った超越的な怪物もまた“神”と呼ばれ、これらは人類が滅んでも宇宙の中に永遠に在り続けると考えられる。フォーゼルは、「天空の双生児」や200年前の魔導大戦で外宇宙から侵略した邪神がその一種だと推測している。
天空の双生児（タウム）
古代文明の主要宗教であった星辰信仰における、最高神格の神性。双子の姉妹神。《王者の法》という“自身の力を他者に与える力”や、時間と空間を支配する権能を持つ。
一説には聖エリサレス教の第1位：熾天使である、《時の天使》ラ＝ティリカと《空の天使》レ＝ファリアの姉妹天使は、「天空の双生児」を布教の際に取り込んだものだが、異教の神格の方が人気があった証拠として隠匿されているという。
彼女たちは、“本物の神”の一種で、人類の黎明期に外宇宙から来訪し、古代に超魔法文明の礎を築き、この世界で最初に“王”となった「賢王ティトゥス＝クルォー」を加護して、人外の力を貸し、“王”がこの世界を管理するために多くの眷属を作って与えた。

外宇宙
次元樹の外側のこと。荒ぶる紅蓮の獅子《炎王クトガ》、誇り高き輝く者《金色の雷帝》、風統べる女王《風神イターカ》、虚無に嗤う道化《無垢なる闇》、正体不明の謎の神性《神を斬獲せし者》、双子の姉妹神《天空の双生児（タウム）》といった“外宇宙の邪神”と呼べる怪物達が、永遠に近い時を覇権を争い続けている。

## 評価
第26回ファンタジア大賞にて大賞を受賞した（受賞時のタイトルは「ニートなボクが魔術の講師になったワケ」）。同賞で審査員を務めた葵せきな、あざの耕平、雨木シュウスケは本作を以下のように評している。

## 既刊一覧

### 小説（本編）
- 羊太郎（著）・三嶋くろね（イラスト） 『ロクでなし魔術講師と禁忌教典』 KADOKAWA〈富士見ファンタジア文庫〉、全24巻
  1. 2014年7月25日初版発行（7月19日発売[44]）、ISBN 978-4-04-070231-5
  2. 2014年11月25日初版発行（11月20日発売[45]）、ISBN 978-4-04-070232-2
  3. 2015年3月25日初版発行（3月20日発売[46]）、ISBN 978-4-04-070515-6
  4. 2015年7月25日初版発行（7月18日発売[47]）、ISBN 978-4-04-070516-3
  5. 2015年11月25日初版発行（11月20日発売[48]）、ISBN 978-4-04-070517-0
  6. 2016年6月25日初版発行（6月18日発売[49]）、ISBN 978-4-04-070974-1
  7. 2016年10月25日初版発行（10月20日発売[50]）、ISBN 978-4-04-070975-8
  8. 2017年3月20日初版発行（3月18日発売[51]）、ISBN 978-4-04-070976-5
  9. 2017年8月20日初版発行（8月19日発売[52]）、ISBN 978-4-04-072377-8
  10. 2017年11月20日初版発行（11月17日発売[53]）、ISBN 978-4-04-072419-5
  11. 2018年3月20日初版発行（同日発売[54]）、ISBN 978-4-04-072420-1
  12. 2018年7月20日初版発行（同日発売[55]）、ISBN 978-4-04-072722-6
  13. 2018年11月20日初版発行（同日発売[56]）、ISBN 978-4-04-072723-3
  14. 2019年3月20日初版発行（同日発売[57]）、ISBN 978-4-04-072724-0
  15. 2019年8月20日初版発行（同日発売[58]）、ISBN 978-4-04-073272-5
  16. 2020年1月20日初版発行（1月18日発売[59]）、ISBN 978-4-04-073273-2
  17. 2020年7月20日初版発行（7月17日発売[60]）、ISBN 978-4-04-073736-2
  18. 2020年12月20日初版発行（12月19日発売[61]）、ISBN 978-4-04-073737-9
  19. 2021年6月20日初版発行（6月18日発売[62]）、ISBN 978-4-04-074147-5
  20. 2022年2月20日初版発行（2月19日発売[63]）、ISBN 978-4-04-074148-2
  21. 2022年6月20日初版発行（6月17日発売[64]）、ISBN 978-4-04-074579-4
  22. 2023年4月20日初版発行（同日発売[65]）、ISBN 978-4-04-074580-0
  23. 2023年10月20日初版発行（同日発売[66]）、ISBN 978-4-04-075143-6
  24. 2023年11月20日初版発行（11月17日発売[67]）、ISBN 978-4-04-075184-9

### 小説（短編集）
- 羊太郎（著）・三嶋くろね（イラスト） 『ロクでなし魔術講師と追想日誌』 KADOKAWA〈富士見ファンタジア文庫〉、全11巻
  1. 2016年3月25日初版発行（3月19日発売[68]）、ISBN 978-4-04-070867-6
  2. 2017年4月20日初版発行（同日発売[69]）、ISBN 978-4-04-072226-9
  3. 2018年9月20日初版発行（同日発売[70]）、ISBN 978-4-04-072725-7
  4. 2019年1月20日初版発行（1月19日発売[71]）、ISBN 978-4-04-072726-4
  5. 2019年10月20日初版発行（10月19日発売[72]）、ISBN 978-4-04-073274-9
  6. 2020年3月20日初版発行（3月19日発売[73]）、ISBN 978-4-04-073275-6
  7. 2020年10月20日初版発行（10月17日発売[74]）、ISBN 978-4-04-073738-6
  8. 2021年3月20日初版発行（3月19日発売[75]）、ISBN 978-4-04-073739-3
  9. 2021年10月20日初版発行（同日発売[76]）、ISBN 978-4-04-074287-8
  10. 2022年11月20日初版発行（11月18日発売[77]）、ISBN 978-4-04-074772-9
  11. 2024年10月19日発売[78]、ISBN 978-4-04-075620-2
- 羊太郎（著）・三嶋くろね（イラスト） 『ロクでなし魔術講師と福音後記』 KADOKAWA〈富士見ファンタジア文庫〉、2025年3月19日発売[79]、ISBN 978-4-04-075621-9

### 小説（スピンオフ）
- 羊太郎（著）・三嶋くろね（イラスト） 『イヴと偽りの天使たち ロクでなし魔術講師と禁忌教典【正典】』 KADOKAWA〈富士見ファンタジア文庫〉、2025年7月18日発売[80]、ISBN 978-4-04-075664-6

### 漫画
『月刊少年エース』2015年5月号より2021年8月号まで連載。
- 羊太郎（原作）・三嶋くろね（キャラクター原案）・常深アオサ（作画） 『ロクでなし魔術講師と禁忌教典』 KADOKAWA〈角川コミックス・エース〉、全16巻
  1. 2015年11月26日初版発行（同日発売[81]）、ISBN 978-4-04-103672-3
  2. 2015年12月26日初版発行（同日発売[82]）、ISBN 978-4-04-103673-0
  3. 2016年5月26日初版発行（同日発売[83]）、ISBN 978-4-04-104429-2
  4. 2016年10月26日初版発行（同日発売[84]）、ISBN 978-4-04-104430-8
  5. 2017年3月25日初版発行（同日発売[85]）、ISBN 978-4-04-104431-5
  6. 2017年9月26日初版発行（同日発売[86]）、ISBN 978-4-04-106087-2
  7. 2018年2月26日初版発行（同日発売[87]）、ISBN 978-4-04-106560-0
  8. 2018年7月26日初版発行（7月24日発売[88]）、ISBN 978-4-04-107148-9
  9. 2018年11月26日初版発行（同日発売[89]）、ISBN 978-4-04-107614-9
  10. 2019年3月26日初版発行（同日発売[90]）、ISBN 978-4-04-107615-6
  11. 2019年8月26日初版発行（同日発売[91]）、ISBN 978-4-04-108586-8
  12. 2019年12月26日初版発行（同日発売[92]）、ISBN 978-4-04-108587-5
  13. 2020年6月26日初版発行（同日発売[93]）、ISBN 978-4-04-109339-9
  14. 2020年10月26日初版発行（同日発売[94]）、ISBN 978-4-04-109342-9
  15. 2021年3月26日初版発行（同日発売[95]）、ISBN 978-4-04-109343-6
  16. 2021年8月26日初版発行（同日発売[96]）、ISBN 978-4-04-111706-4

### 画集
- 『ロクでなし魔術講師と絵画回想 三嶋くろね画集 vol.1』 KADOKAWA、2021年6月18日発売[97]、ISBN 978-4-04-074109-3
- 『ロクでなし魔術講師と絵画回想 三嶋くろね画集 vol.2』 KADOKAWA、2021年8月20日発売[98]、ISBN 978-4-04-074110-9
- 『ロクでなし魔術講師と絵画回想 三嶋くろね画集 vol.3』 KADOKAWA、2025年3月19日発売[99]、ISBN 978-4-04-075619-6

## テレビアニメ
2016年3月にアニメ化企画進行中であることが、同年10月に開催されたイベント「ファンタジア文庫大感謝祭2016」にてテレビアニメ化およびキャスト、スタッフ情報がそれぞれ発表され、2017年4月より6月まで放送された。

### スタッフ
- 原作 - 羊太郎[7]
- 原作イラスト - 三嶋くろね[7]
- 監督 - 和ト湊[7]
- シリーズ構成・脚本 - 待田堂子[7]
- キャラクターデザイン - 木村智[7]
- プロップデザイン - 岩永悦宜[7]
- 魔法陣デザイン - 江古田ノイヅ[7]
- エフェクト作画監督 - 橋本敬史[7]
- 美術監督 - 金子雄司[7]
- 色彩設計 - 大西峰代[7]
- 撮影監督 - サイトウタカオ[7]
- 編集 - 長谷川舞[7]
- 音響監督 - 清水洋史[7]
- 音響制作 - 東北新社[7]
- 音楽 - 堤博明[7]
- 音楽制作 - KADOKAWA[103]
- 音楽プロデューサー - 若林豪[7]
- プロデューサー - 吉武真太郎[103]、尾野畑遼[103]、礒谷徳知[103]、新井恵介[103]、高木隆行[103]
- アニメーションプロデューサー - 里見哲朗[103]
- アニメーション制作 - ライデンフィルム[7]
- 製作 - ロクでなし製作委員会[7]（KADOKAWA、AT-X、ソニー・ミュージックコミュニケーションズ、鐘通インベストメント、グローバル・ソリューションズ）

### 主題歌
「Blow out」
鈴木このみによるオープニングテーマ。作詞・作曲はヒゲドライバー、編曲はゆよゆっぺ。
「Precious You☆」
システィーナ（藤田茜）、ルミア（宮本侑芽）、リィエル（小澤亜李）によるエンディングテーマ。作詞はhotaru、作曲は杉下トキヤ、編曲はRINZO。

### 各話リスト
| 話数         | サブタイトル           | 脚本       | 絵コンテ | 演出                                | 作画監督 | 総作画監督        |
| ------------ | ---------------------- | ---------- | -------- | ----------------------------------- | --- | ----------------- |
| Lecture I    | やる気のないロクでなし | 待田堂子   | 和ト湊   | 高藤聡                              | 藤澤俊幸 なまためやすひろ                                                                                             | 木村智            |
| Lecture II   | ほんのわずかなやる気   | 池田臨太郎 | 吉岡忍   | 吉岡忍                              | 中野良一 今中俊輔 小梶慎也                                                                                            | 飯野まこと        |
| Lecture III  | 愚者と死神             | 戸田力良   | 森川育郎 | 大峰輝之 内田信吾                   | 原修一 山田潮美 | 木村智            |
| Lecture IV   | 魔術競技祭             | 佐藤裕     | 櫻井親良 | 櫻井親良                            | 石橋大輔 山本晃宏 なまためやすひろ 東美帆                                                                             | 飯野まこと        |
| Lecture V    | 女王と王女             | 樋口達人   | 有冨興二 | 有冨興二                            | 池田志乃 朝井聖子 上野卓志                                                                                            | 木村智            |
| Lecture VI   | 邪悪なる存在           | 樋口達人   | 高橋成世 | 玉田博                              | 藤澤俊幸 山村俊了 原修一 今中俊輔 大峰輝之 中野良一 小梶慎也 池田志乃 阿部達也 大原大                                 | 飯野まこと        |
| Lecture VII  | 星降る海               | 佐藤裕     | 高本宣弘 | 高藤聡                              | 川尻健太郎 佐野陽子 池田志乃 東美帆 植竹康彦 小澤円 阿部達也                                                          | 木村智            |
| Lecture VIII | 愚者と星               | 池田臨太郎 | 吉田千尋 | 石郷岡範和                          | 森悦史 池田志乃 阿部達也 なまためやすひろ 古谷梨絵 中野良一 小梶慎也 高井里沙                                         | 飯野まこと        |
| Lecture IX   | 生きる意味             | 待田堂子   | 内田信吾 | 内田信吾                            | 原修一 藤澤俊幸 山村俊了 山田潮美 今中俊輔 池田志乃 阿部達也 渡部裕子 佐野陽子 小澤円 なまためやすひろ                | 木村智            |
| Lecture X    | 逆玉!?                 | 待田堂子   | 有冨興二 | 有冨興二                            | 和田佳純 畠山佳苗 山本晃宏 石橋大輔 池田志乃                                                                          | 木村智 飯野まこと |
| Lecture XI   | 決戦！魔導兵団戦       | 樋口達人   | 高本宣弘 | 宮澤良太                            | 中野良一 小梶慎也 今中俊輔 渡部裕子 山本晃宏 池田志乃 阿部達也 佐野陽子 石橋大輔 なまためやすひろ 高瀬さやか 西真由子 | 飯野まこと        |
| Lecture XII  | 見つけた居場所         | 待田堂子   | 櫻井親良 | 大峰輝之 櫻井親良 内田信吾 有冨興二 | 池田志乃 なまためやすひろ 藤澤俊幸 原修一 佐野陽子 今中俊輔 川尻健太郎 山村俊了 山本晃宏 石橋大輔 高瀬さやか 森悦史   | 木村智            |

### 放送局
| 放送期間               | 放送時間                     | 放送局     | 対象地域   | 備考                                       |
| ---------------------- | ---------------------------- | ---------- | ---------- | ------------------------------------------ |
| 2017年4月4日 - 6月20日 | 火曜 20:30 - 21:00           | AT-X       | 日本全域   | 製作委員会参加 / CS放送 / リピート放送あり |
| 2017年4月5日 - 6月21日 | 水曜 0:30 - 1:00（火曜深夜） | TOKYO MX   | 東京都     |                                            |
|                        | 水曜 1:35 - 2:05（火曜深夜） | テレビ愛知 | 愛知県     |                                            |
|                        | 水曜 2:30 - 3:00（火曜深夜） | 毎日放送   | 近畿広域圏 | 『アニメ特区』第1部                        |
| 2017年4月6日 - 6月22日 | 木曜 0:30 - 1:00（水曜深夜） | BS11       | 日本全域   | BS放送 / 『ANIME+』枠                      |

| 配信開始日    | 配信時間                   | 配信サイト |
| ------------- | -------------------------- | --- |
| 2017年4月5日  | 水曜 12:00 更新            | dアニメストア |
| 2017年4月9日  | 日曜 0:00 更新             | ニコニコチャンネル |
|               | 日曜 0:00 - 0:30           | ニコニコ生放送 |
| 2017年4月11日 | 火曜 23:30 - 水曜 0:00     | AbemaTV 新作TVアニメチャンネル |
| 2017年4月12日 | 水曜 0:00（火曜深夜） 更新 | フジテレビオンデマンド GYAO! |
|               | 水曜 10:00 更新            | DMM.com |
|               | 水曜 12:00 更新            | ひかりTV バンダイチャンネル hulu U-NEXT アニメ放題 J:COMオンデマンド auビデオパス Amazonビデオ Rakuten SHOWTIME PlayStation Store ビデオマーケット ムービーフルPlus HAPPY動画 |

### BD / DVD
| 巻 | 発売日         | 収録話          | 規格品番   | 規格品番   |
| 巻 | 発売日         | 収録話          | BD         | DVD        |
| -- | -------------- | --------------- | ---------- | ---------- |
| 1  | 2017年6月28日  | 第1話 - 第2話   | ZMXZ-11141 | ZMBZ-11151 |
| 2  | 2017年7月26日  | 第3話 - 第4話   | ZMXZ-11142 | ZMBZ-11152 |
| 3  | 2017年8月23日  | 第5話 - 第6話   | ZMXZ-11143 | ZMBZ-11153 |
| 4  | 2017年9月27日  | 第7話 - 第8話   | ZMXZ-11144 | ZMBZ-11154 |
| 5  | 2017年10月25日 | 第9話 - 第10話  | ZMXZ-11145 | ZMBZ-11155 |
| 6  | 2017年11月29日 | 第11話 - 第12話 | ZMXZ-11146 | ZMBZ-11156 |

### Webラジオ
『システィ&ルミアの禁忌通信』は、2017年4月4日から6月27日まで音泉にて毎週火曜日に配信された番組。パーソナリティはシスティーナ＝フィーベル役の藤田茜とルミア＝ティンジェル役の宮本侑芽。

## ゲーム
ファンタジア・リビルド
2020年12月17日より配信されているPC / iOS / Android用アプリゲーム。
ファンタジア文庫作品のクロスオーバーRPGであり、リリース時より本作のキャラクターが登場する。